# 古瑪雅藝術
古代瑪雅藝術指瑪雅文明的視覺藝術。這一藝術由不同的地方傳統構成，受瑪雅人政權邊界變化影響。瑪雅文明在後古典時期（約公元前750年至公元前100年）逐漸成形，當時第一批城市和儀式建築開始發展，象形文字也隨之出現。其藝術的鼎盛時期發生在古典時期的七個世紀中（約公元250年至950年）。
瑪雅藝術在早期古典時期（250-550年）趨於嚴謹，而在晚期古典時期（550-950年）則變得更加富有表現力。在歷史進程中，吸收了其他中美洲文化的影響。在後古典時期晚期，奧爾梅克風格的影響仍然可見（如聖巴托洛壁畫），而在早期古典時期，墨西哥中部的特奧蒂瓦坎風格開始顯現，正如後古典時期的托爾特克風格一樣。
隨著中部低地古典王國的衰落，古代瑪雅藝術經歷了一個漫長的後古典時期（950-1550年），主要集中在尤卡坦半島，直到十六世紀的動盪摧毀了瑪雅宮廷文化，並終結了瑪雅藝術傳統。傳統藝術形式主要在服飾、陶器和農舍設計中得以保存。

## 歷史
十九世紀和二十世紀初，斯蒂芬斯、卡瑟伍德、莫茲利、馬勒和夏爾奈關於瑪雅藝術和考古學的出版物首次提供了主要古瑪雅儀式建築的可靠繪圖和照片。

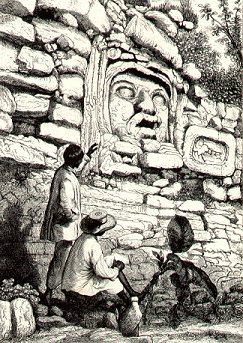
卡瑟伍德版畫中研究伊扎馬爾的遺址

 在此初期階段之後，1913年赫伯特·斯平登的《瑪雅藝術研究》出版，為後來瑪雅藝術史（包括圖像學）的所有發展奠定了基礎。 該書對主題和圖案進行了分析處理，特別是無處不在的蛇和龍圖案，並對“物質藝術”進行了回顧，如寺廟立面、屋頂梳狀結構和面具面板的構成。斯平登對瑪雅藝術的年代學處理後來（1950年）由建築師和考古繪圖專家塔蒂亞娜·普羅斯庫里亞科夫在其著作《古典瑪雅雕塑研究》中通過圖案分析進行了精煉。 庫布勒1969年的瑪雅圖像學目錄，包含對“紀念性”圖像的逐站處理以及對儀式和神話圖像（如“三元符號”）的主題處理，標誌著一個知識逐漸增長的時期結束，這一時期很快被新的發展所超越。
從1970年代初開始，瑪雅王國的歷史編纂——首先是帕倫克——開始占據前沿地位。藝術史解釋與普羅斯庫里亞科夫開創的歷史方法以及M.D. 科啟動的神話方法相結合，考古插畫家默爾·格林·羅伯遜和藝術教授琳達·謝勒成為推動力量。謝勒對瑪雅藝術的開創性解釋貫穿於她的作品中，尤其是在與藝術史學家M. 米勒合著的《國王之血》中。 瑪雅藝術史也因雕塑和陶瓷圖像的大量增加而得到推動，這得益於廣泛的考古挖掘以及前所未有的有組織掠奪。從1973年起，M.D. 科出版了一系列書籍，提供了未知瑪雅花瓶的圖片和解釋，並以《波波爾·烏》雙胞胎神話作為解釋模型。 1981年，羅比塞克和黑爾斯增加了對以抄本風格繪製的瑪雅花瓶的目錄和分類， 從而揭示了更多迄今幾乎未知的精神世界。
至於後續發展，謝勒圖像學工作中的重要問題已由卡爾·陶貝詳細闡述。 對瑪雅藝術的新方法包括對古代瑪雅陶瓷作坊的研究， 瑪雅藝術中身體體驗和感官的表達， 以及將象形文字視為圖像學單元的研究。 與此同時，專注於特定宮廷紀念藝術的專著數量也在增加。 從展覽目錄《古代瑪雅的宮廷藝術》（2004年） 和《諸神的生活：瑪雅藝術中的神性》（2022年）中可以獲得對近期墨西哥和北美藝術史學術的良好印象。

## 建築

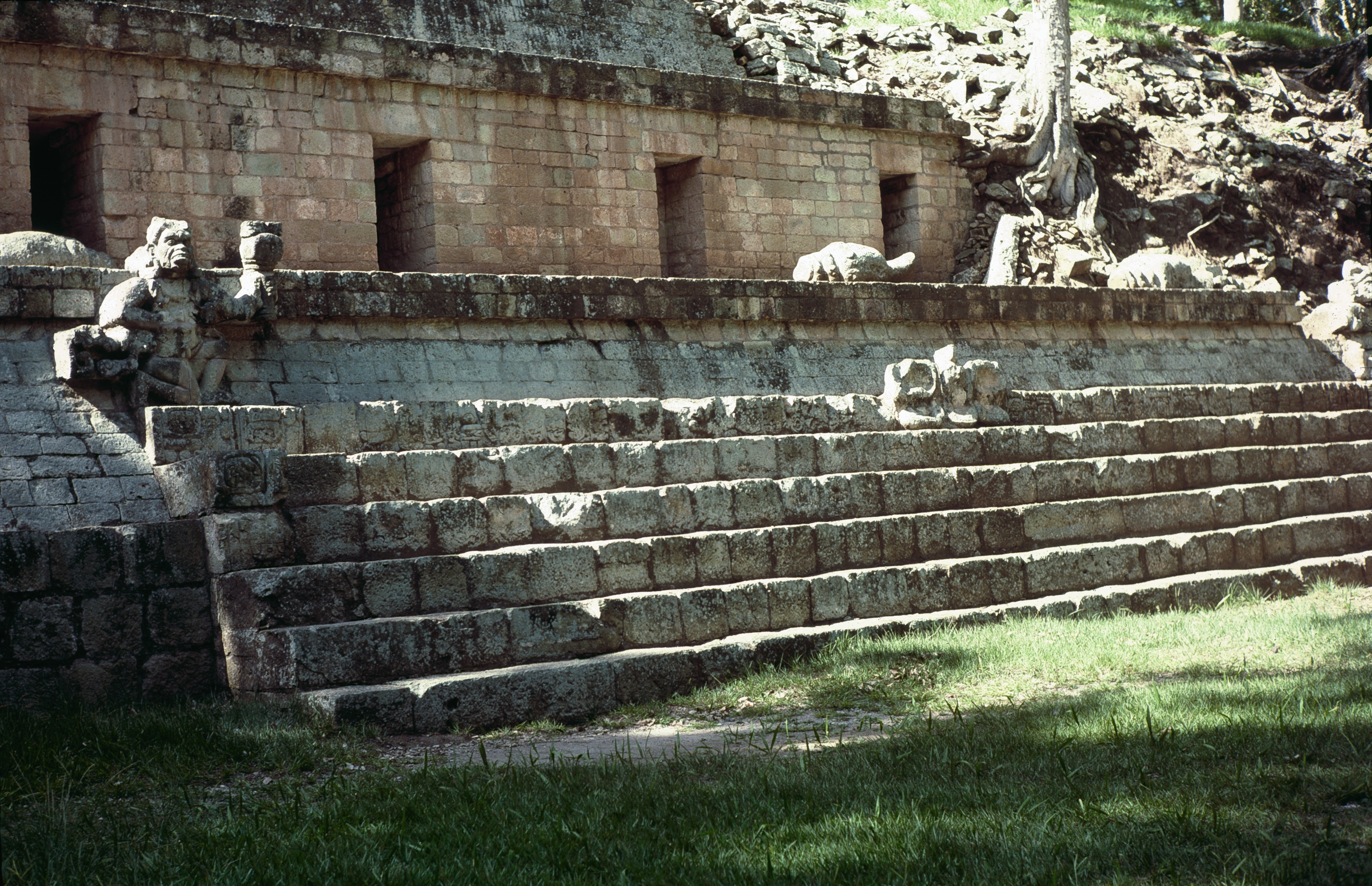
科潘，飾有猿猴樂師雕塑的「檢閱台」

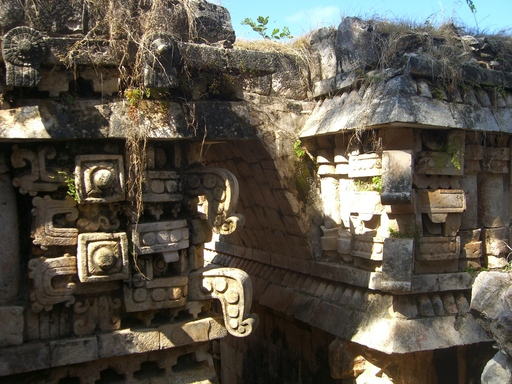
拉布納，宮殿，拱形通道

瑪雅城鎮和城市的佈局，尤其是皇室和朝臣居住的儀式中心，其特點是由巨大的水平灰泥廣場組成，這些廣場通常位於不同高度，通過寬闊且通常陡峭的階梯相連，並由寺廟金字塔所覆蓋。 在歷代統治者的更迭中，主要建築通過添加新的填充層和灰泥塗層進行擴建。灌溉渠道、水庫和排水系統構成了水利基礎設施。在儀式中心之外（特別是在有時類似於衛城的南部區域），則是較小的貴族建築、小型寺廟和個人神龕，周圍環繞著平民的居住區。堤道般的道路（sacbeob）從「儀式中心」延伸到其他居住核心區。與「劇場國家」的概念相符，建築似乎更注重美學而非結構的堅固性。然而，建築的方向性取向受到了仔細的關注。
在各種石結構類型中，應提到以下幾種：
- 祭臺（通常高度不超過4米）
- 庭院和宮殿
- 其他住宅建築，如作家的房屋[14]以及科潘可能的議會廳
- 寺廟和寺廟金字塔，後者通常在其基座或填充物中包含墓葬和墓室，頂部設有聖所；突出的例子是蒂卡爾北衛城的許多聚集的王朝墓葬寺廟
- 球場
- 汗蒸房，特別是皮德拉斯·內格拉斯和蘇爾頓的汗蒸房，後者還保留有灰泥裝飾的遺跡。

在建築群體中，包括：
- 「三合金字塔」，由一個主導結構和兩側較小的內向建築組成，全部坐落於一個基座上；
- 「E群組」，由一個方形平台組成，西側有一個低矮的四階金字塔，東側則有一個長形結構，或者三個小型結構；
- 「雙金字塔複合體」，在一個小廣場的東側和西側各有一個相同的四階金字塔；南側有一個帶有九個門口的建築；北側則有一個小型圍欄，內有雕刻的石碑及其祭壇，紀念國王完成卡頓結束儀式。

在宮殿和寺廟房間中，常使用「拱形穹頂」。雖然這並不是增加內部空間的有效方法，因為它需要厚重的石牆來支撐高天花板，但一些寺廟使用重複的拱門或拱形穹頂來建造內部聖所（例如帕倫克十字架寺廟的聖所）。
北部瑪雅地區（坎佩切和尤卡坦）展現了其獨特的建築特徵。其古典時期的區域風格，稱為普克（'山丘'）、切尼斯（'源頭'）和里奧貝克， 特點是石頭鑲嵌立面；幾何化的現實裝飾；堆疊雨神鼻部以建造立面；使用形似蛇口的門戶；以及在最南端或里奧貝克地區，使用實心的偽寺廟金字塔。最重要的普克遺址是烏斯馬爾。奇琴伊察從古典晚期一直到後古典時期都主宰著尤卡坦，其建築風格包括切尼斯和普克風格的古典建築，以及源自墨西哥的後古典建築類型，如四階梯金字塔、柱廊大廳和圓形寺廟。這些特徵被後來的瑪雅潘王國所繼承。
在遙遠的南方，危地馬拉高地有著自己悠久的建築傳統。然而，到了古典時期，這些定居點大多並未參與低地地區的偉大藝術傳統。在後古典時期，相對年輕的山頂遺址，如基切首都庫馬爾卡赫，展現了強烈的托爾特克影響，與北部的奇琴伊察和瑪雅潘的建築風格相似。 後古典時期的高地並未保存下重要的壁畫或雕塑。

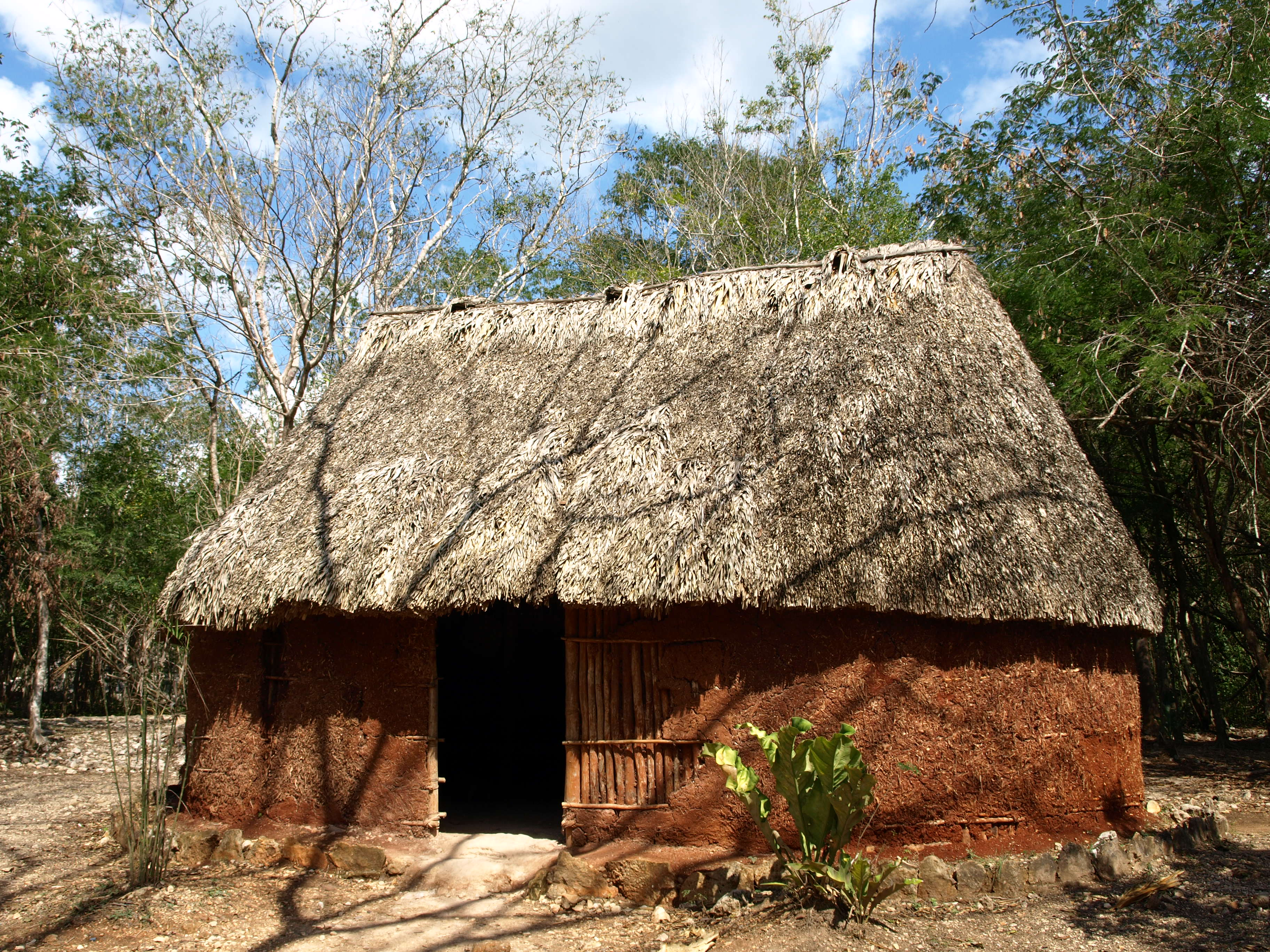
奇琴伊察，傳統瑪雅房屋
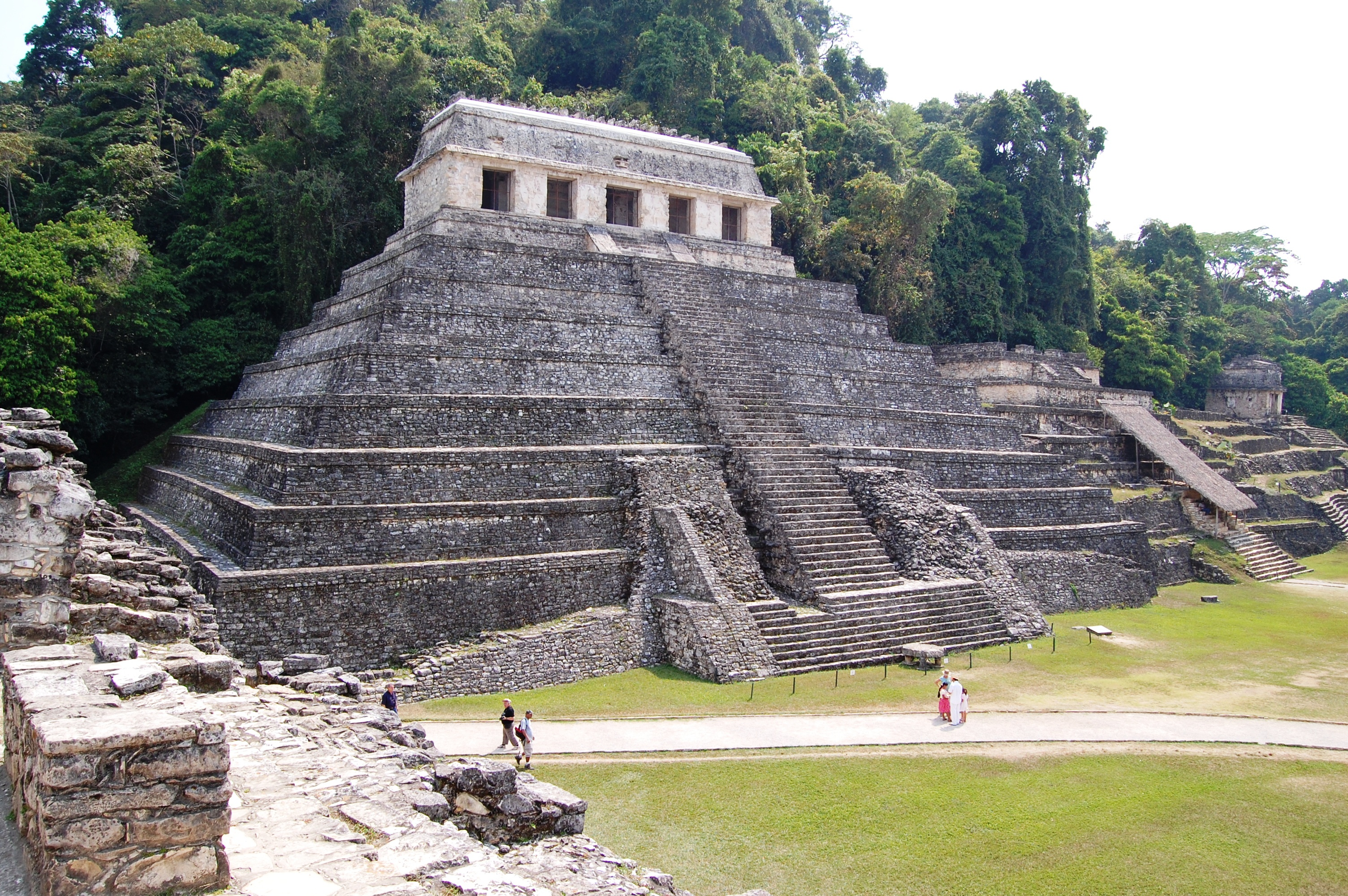
帕倫克，銘文寺廟，古典晚期
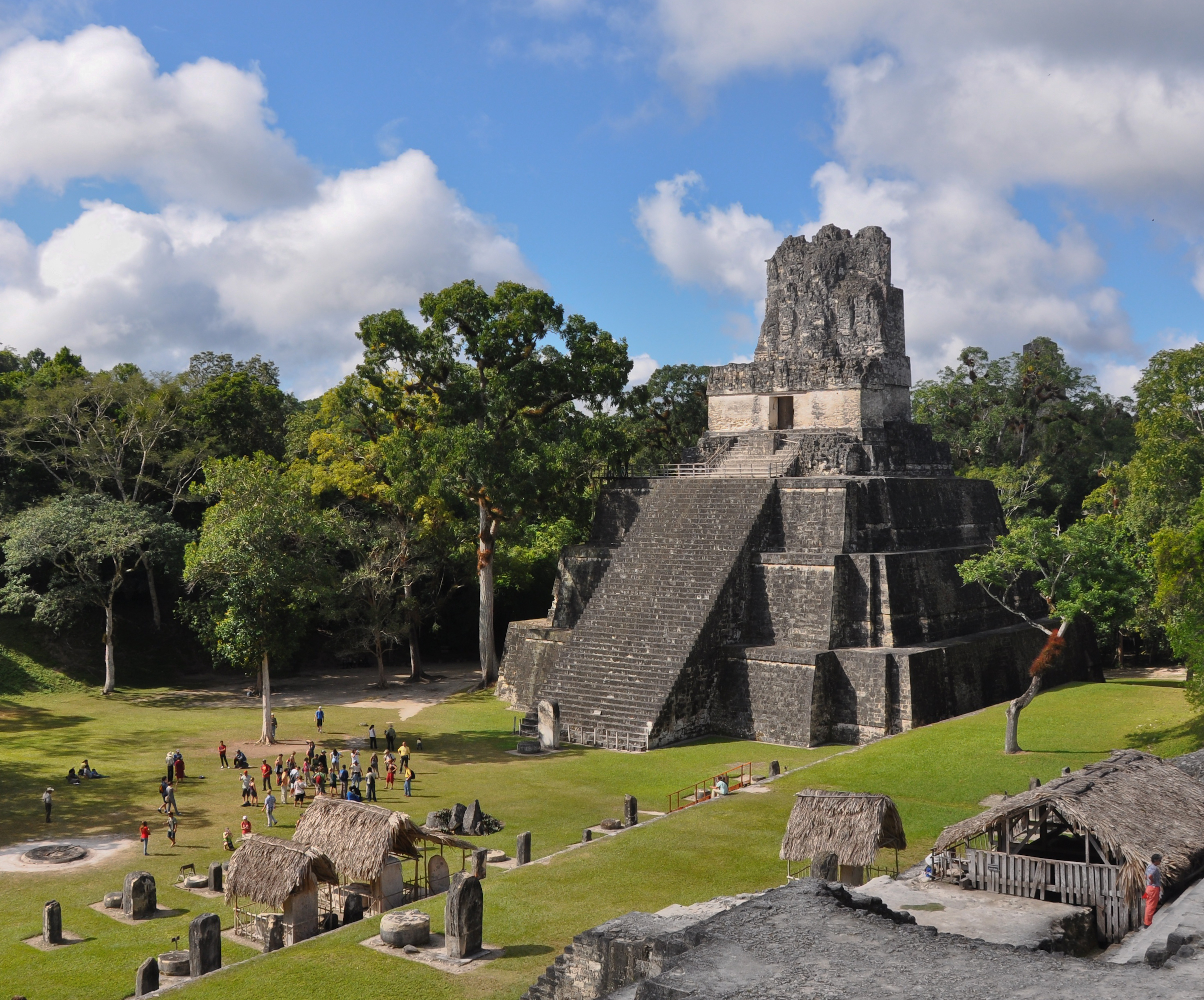
蒂卡爾寺廟II，古典晚期
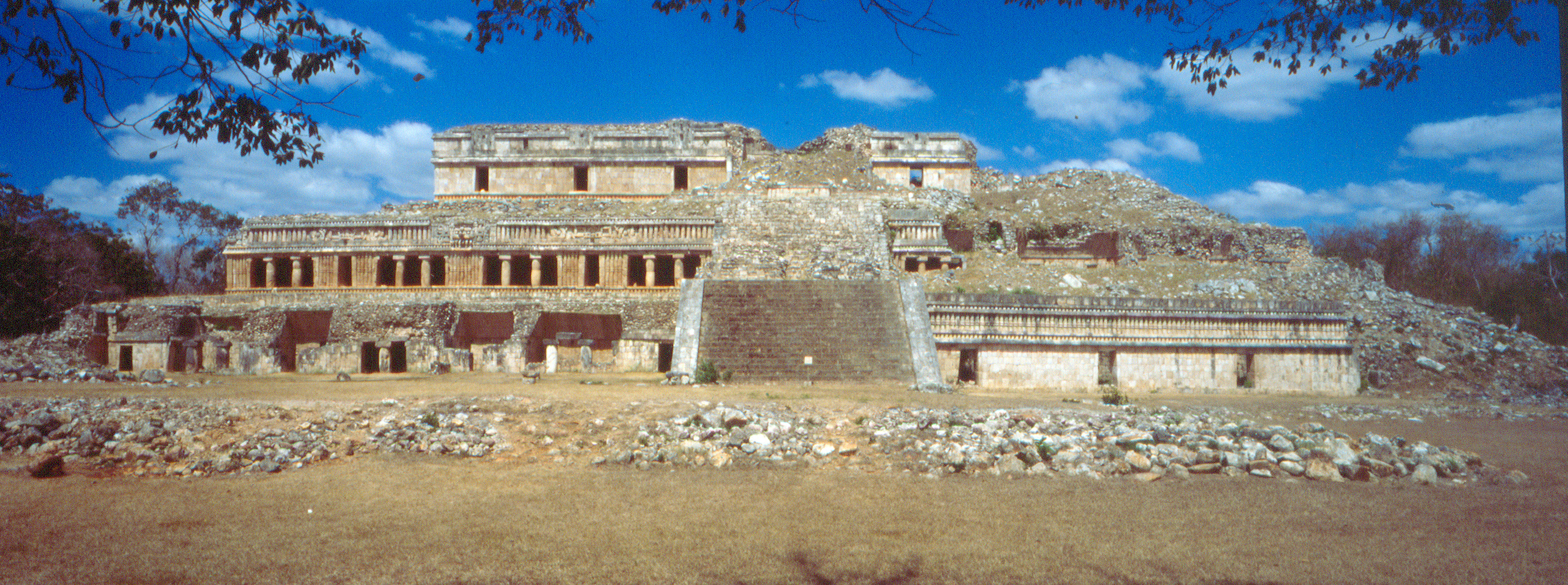
多層宮殿，薩伊爾，尤卡坦，古典晚期
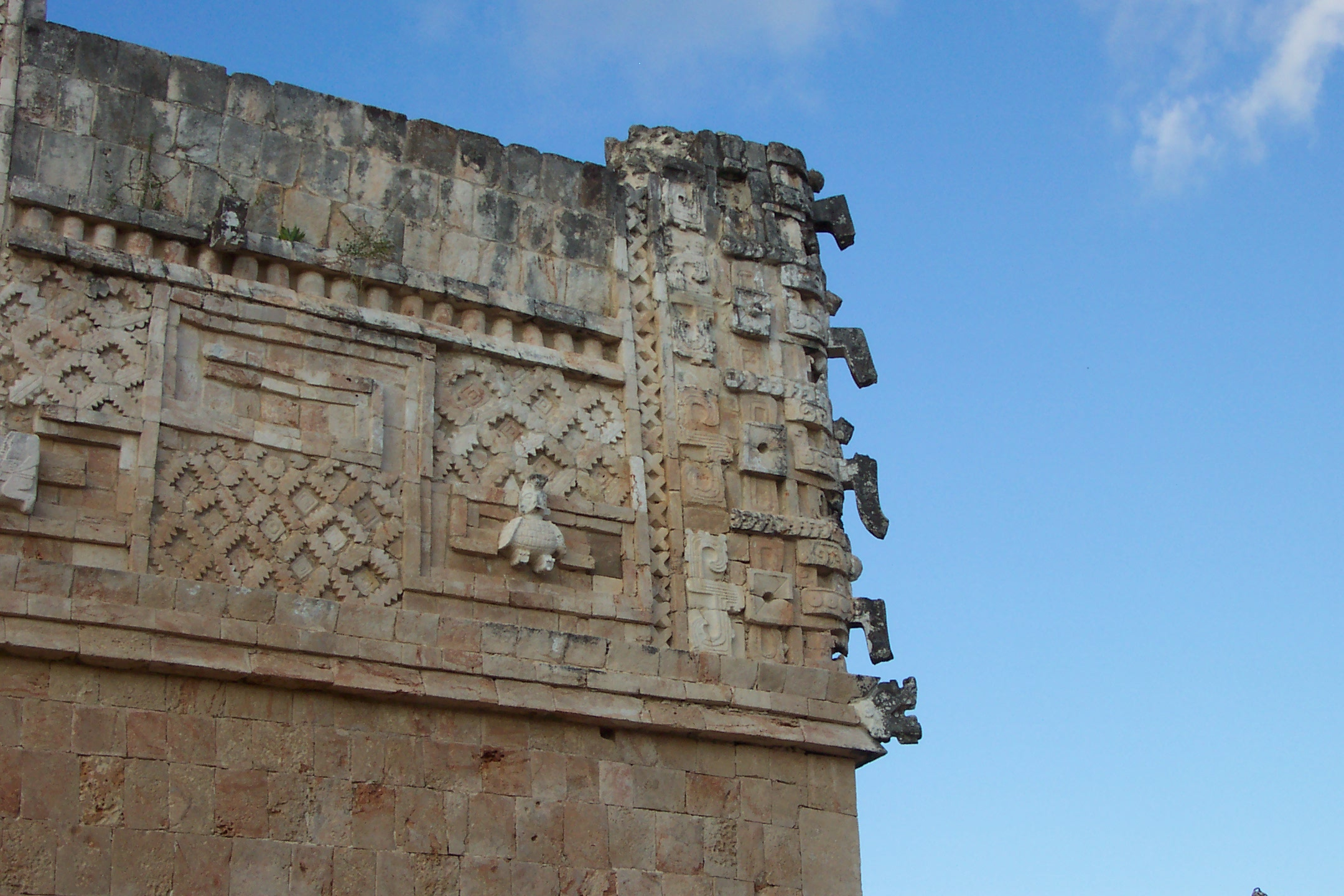
烏斯馬爾，修道院建築，角落堆疊雨神鼻部的浮雕，古典晚期
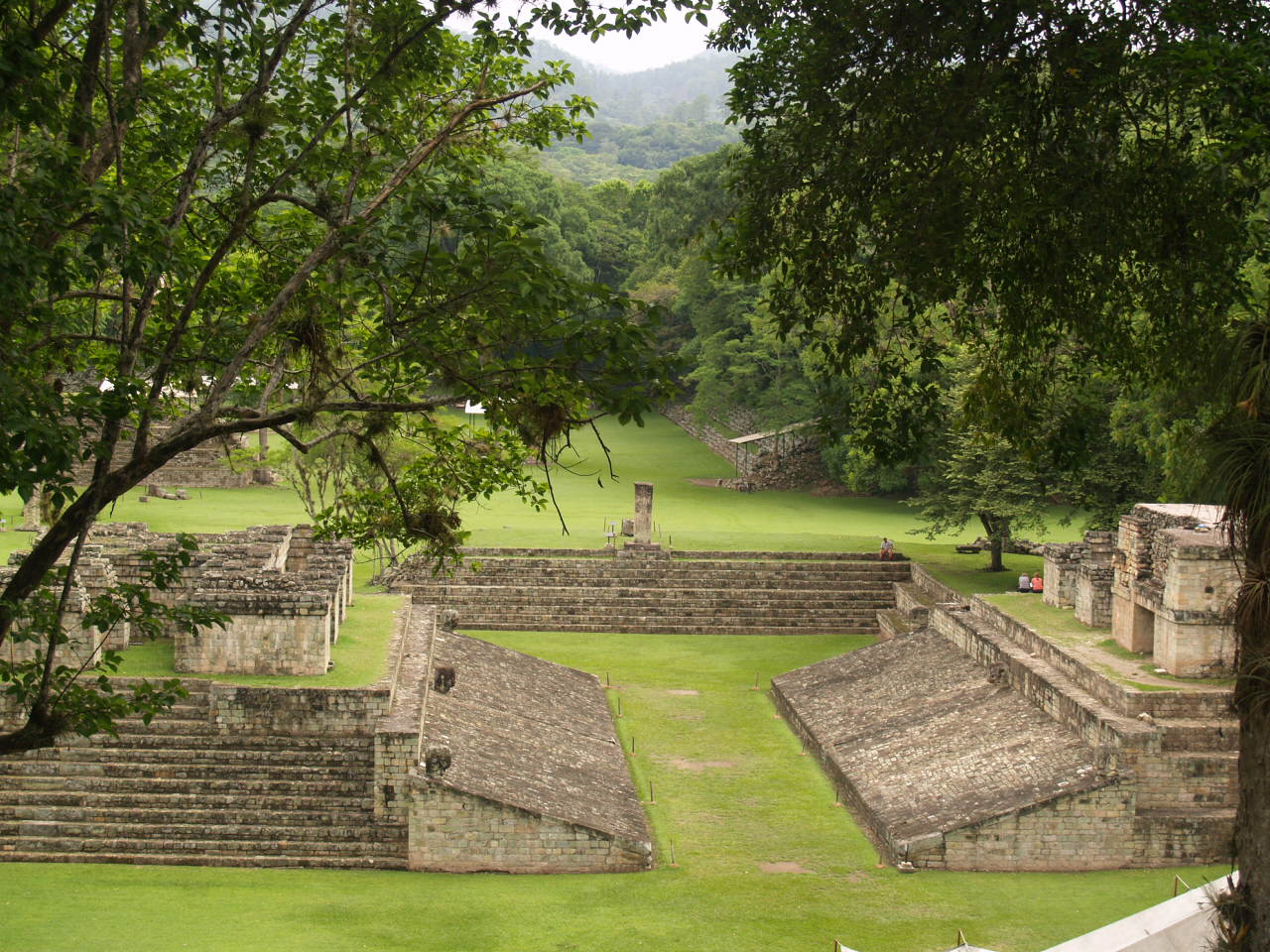
球場，科潘，古典晚期
奇琴伊察，四階金字塔卡斯蒂略，後古典時期

## 泥塑

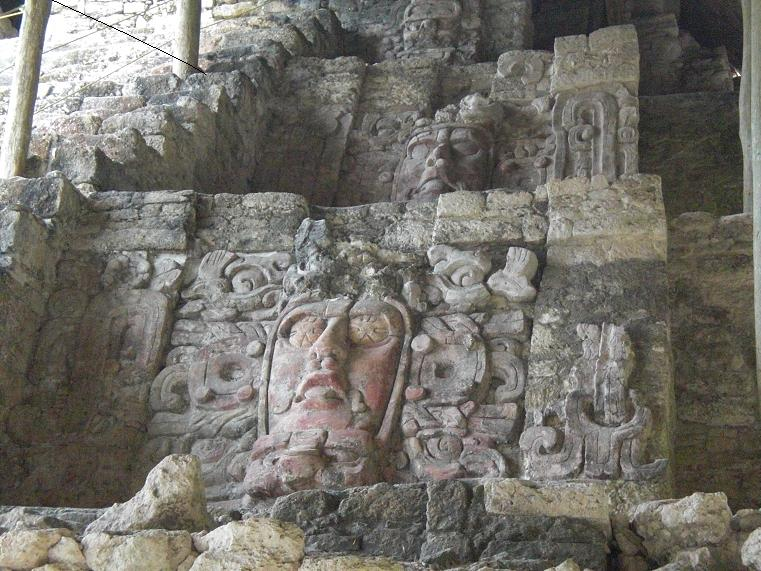
泥塑浮雕板，古典早期，科洪利奇

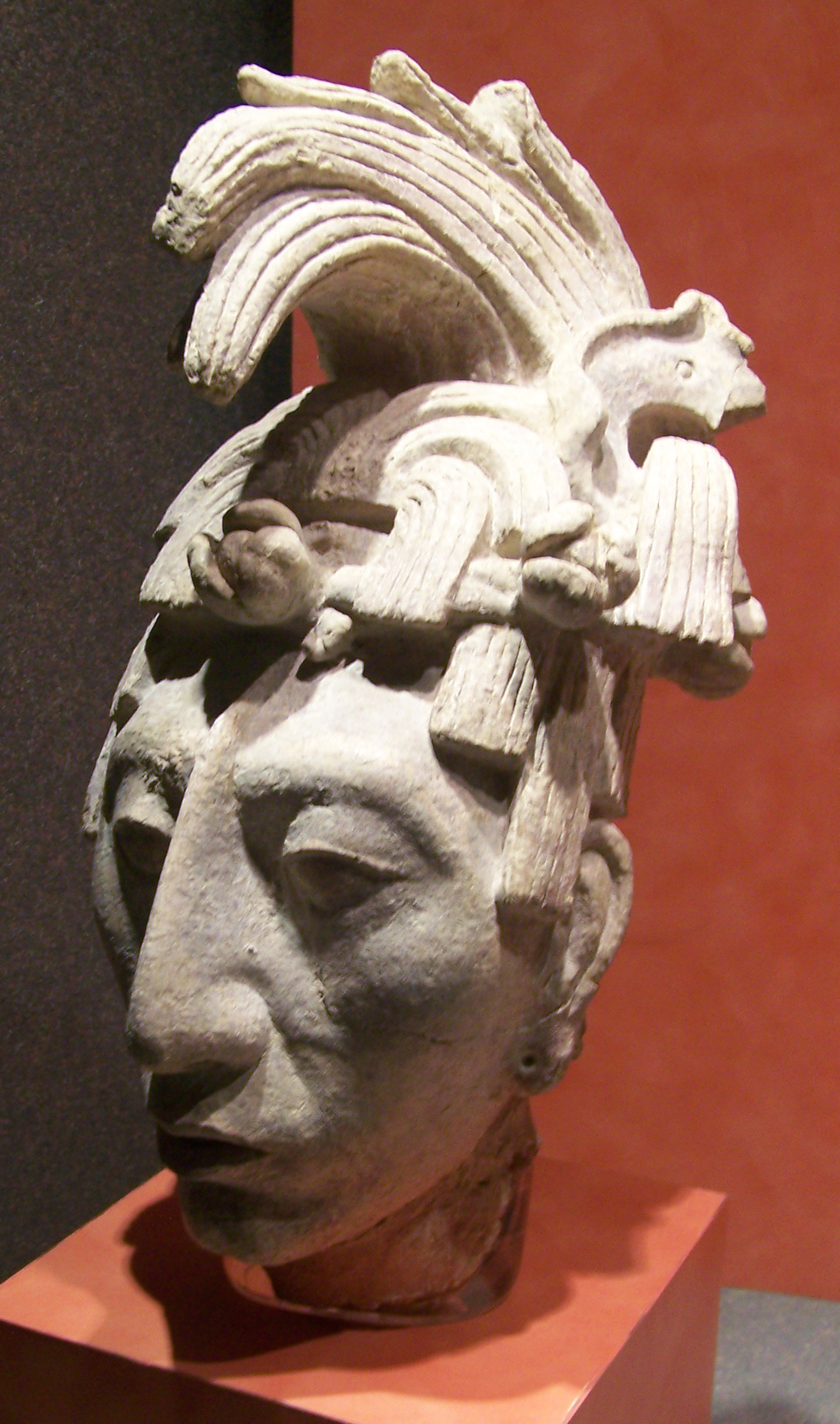
泥塑肖像，基尼奇·哈納布·帕卡爾一世，615–683年（墨西哥國家人類學博物館）

至少從後古典時期開始，模型化和彩繪的灰泥覆蓋了城鎮中心的建築和地板，並為其雕塑提供了背景。通常，大型面具面板上會有高浮雕的神祇頭像（特別是太陽、雨和地球神），這些面板附在寺廟平台階梯兩側的擋土斜坡上（例如科洪利奇）。灰泥模型和浮雕也可以覆蓋整個建築，如科潘的16號寺廟，其6世紀的形式（稱為「羅莎莉拉」）展示了這一點。這座早期寺廟獻給第一位國王亞克斯·庫克·莫，保留了灰泥和彩繪的立面。後古典時期和古典時期的灰泥浮雕、牆壁、柱子和屋頂梳狀結構展示了多樣且有時象徵複雜的裝飾方案。
建築灰泥表面的分割和排序有多種解決方案，序列化是其中之一。古典早期埃爾佐茨的「夜太陽寺廟」的牆壁由一系列微妙變化的神祇面具面板組成，而同樣來自古典早期的巴蘭庫宮殿的浮雕最初有四個統治者坐在四個不同動物（其中包括一隻蟾蜍）的蛇口上方，這些動物與象徵性的山有關。相反，浮雕可能以單一統治者為中心，再次坐在象徵性的（玉米）山上，例如來自霍爾穆爾的浮雕，兩條羽蛇從統治者座位下方延伸，以及來自蘇爾頓的另一個浮雕，統治者手持一個帶有豹形圖像的儀式長棒。 來自金塔納羅奧普拉塞雷斯的古典早期寺廟浮雕，中間有一個年輕的領主或神祇的大型面具面板，兩側有'祖父'神祇伸出雙臂。
通常，浮雕被分割成多個部分。例如，埃爾米拉多爾的後古典時期浮雕展示了波浪形蛇身之間的空間被水鳥填滿，以及水帶部分中的游泳人物。 同樣，阿坎切的古典宮殿浮雕被分割成包含不同動物圖像的面板， 讓人聯想到瓦約布，而托尼納的一堵牆上有菱形區域，暗示著一個腳手架，並展示了與人祭相關的連續敘事場景。
灰泥屋頂梳狀結構與上述一些浮雕相似，通常展示統治者的大型形象，他們可能再次坐在象徵性的山上，並且如帕倫克的太陽神廟所示，設置在宇宙框架內。古典灰泥模型的其他例子包括帕倫克宮殿的柱子，裝飾有一系列穿著儀式服裝的領主和女士，以及埃克·巴拉姆衛城（1號建築）上裝飾有自然主義人物形象的「巴洛克」風格古典晚期切尼斯風格灰泥入口。
在中美洲獨一無二的是，古典時期的灰泥模型包括與羅馬祖先肖像相媲美的現實主義肖像，帕倫克統治者的高聳灰泥頭像和托尼納的貴族肖像就是突出的例子。這些模型讓人聯想到某些哈伊納陶瓷小雕像。其中一些肖像頭像曾是裝飾寺廟頂部的真人大小灰泥雕像的一部分。 同樣，人們還發現曾是灰泥文本一部分的灰泥字形。

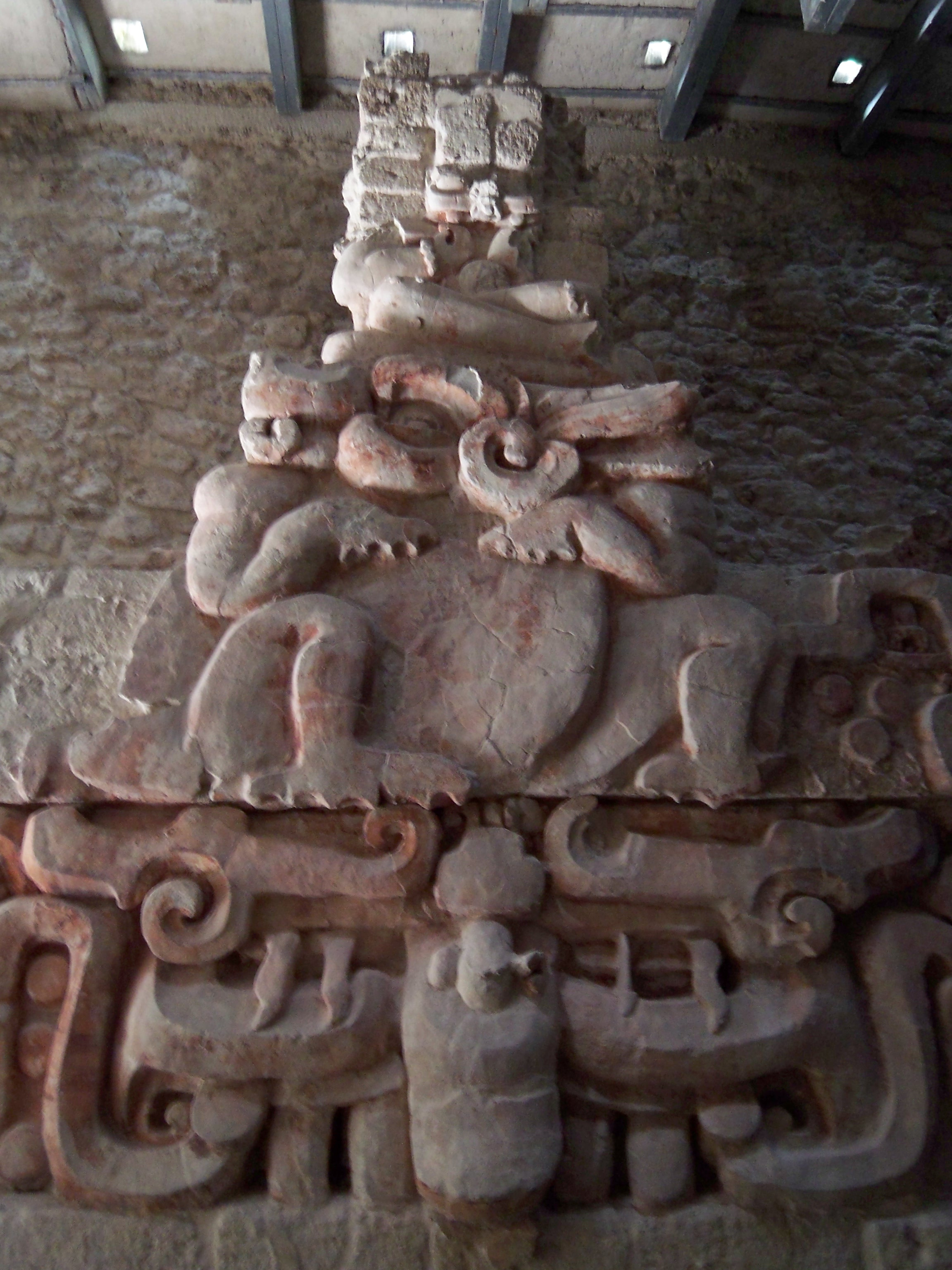
巴蘭庫，部分浮雕，蟾蜍坐在山圖標上並吐出國王，古典時期
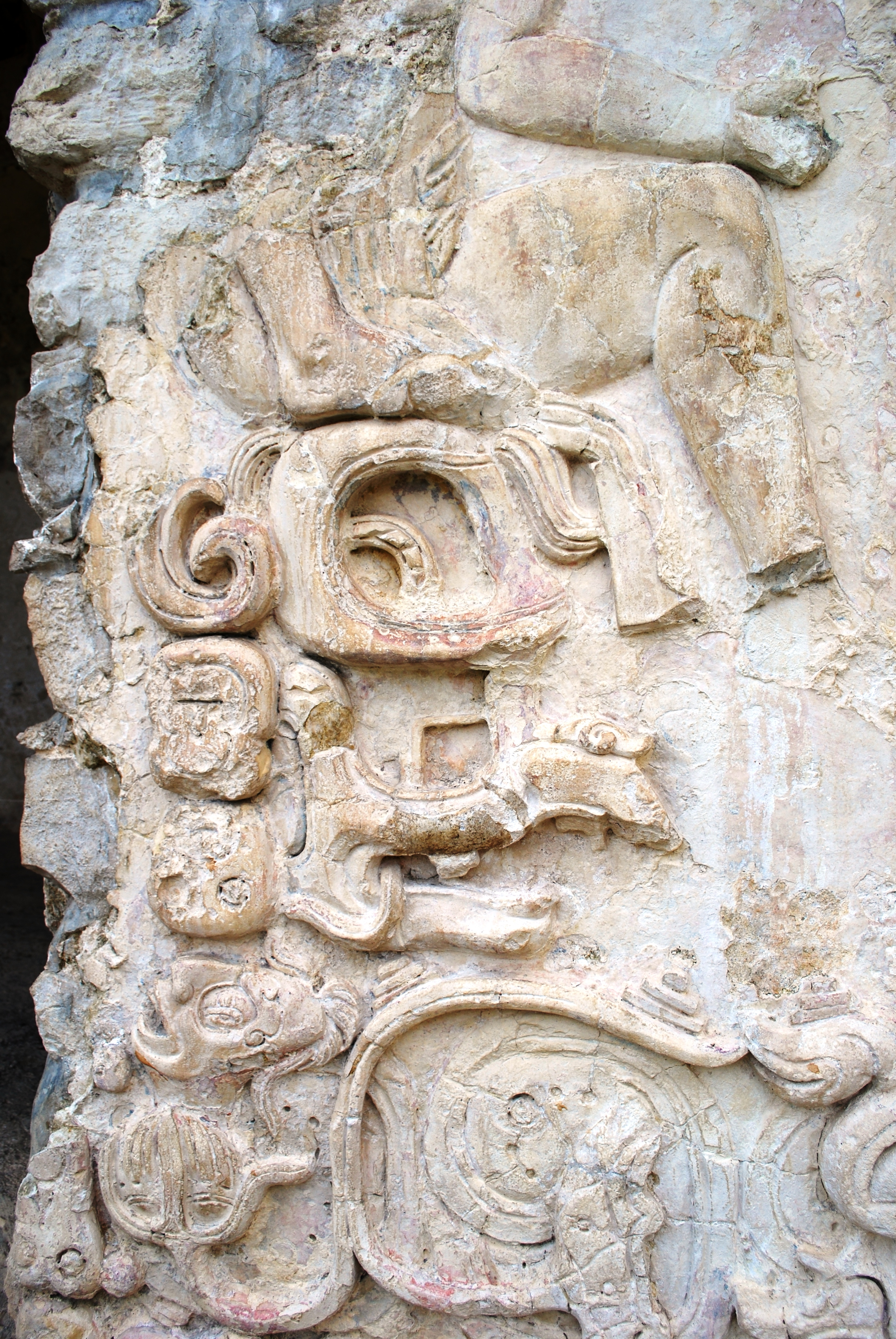
帕倫克宮殿，D號房屋，灰泥浮雕細節，展示睡蓮、長鼻神祇頭像和坐姿人物的腿，古典時期
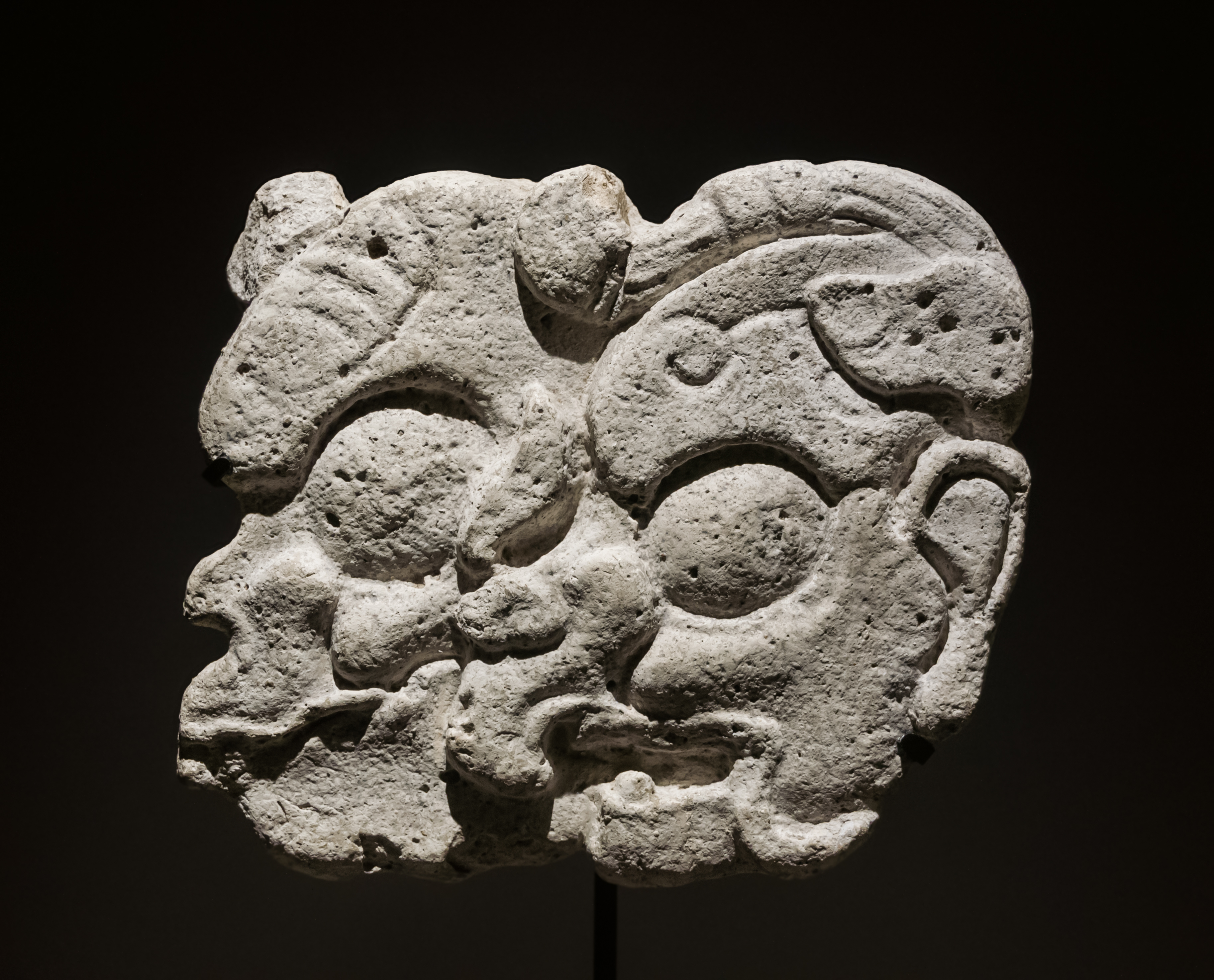
帕倫克被遺忘的寺廟，從柱子上的灰泥文本中分離出的曆法字形，古典時期
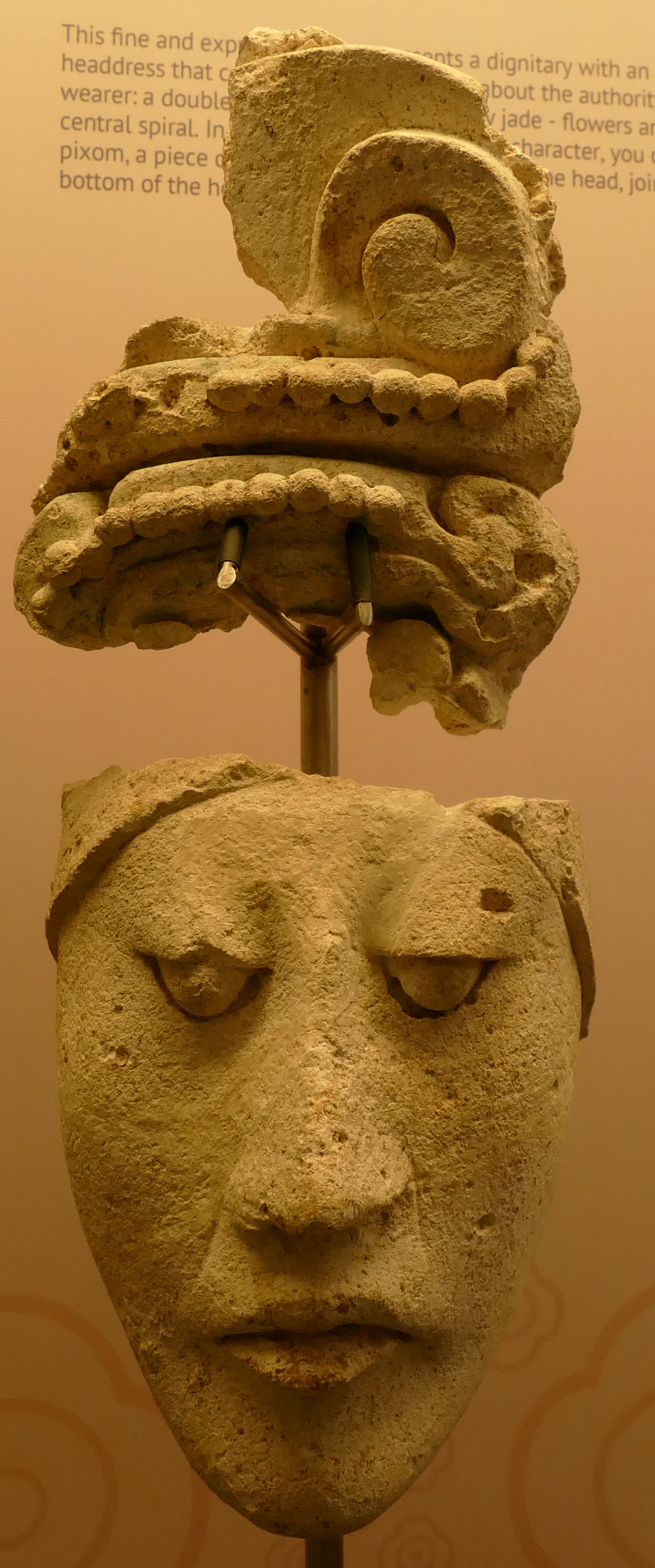
霍爾米格羅，灰泥頭像（「瑪雅阿肯那頓」），古典晚期（坎佩切聖米格爾堡考古博物館）

## 壁畫

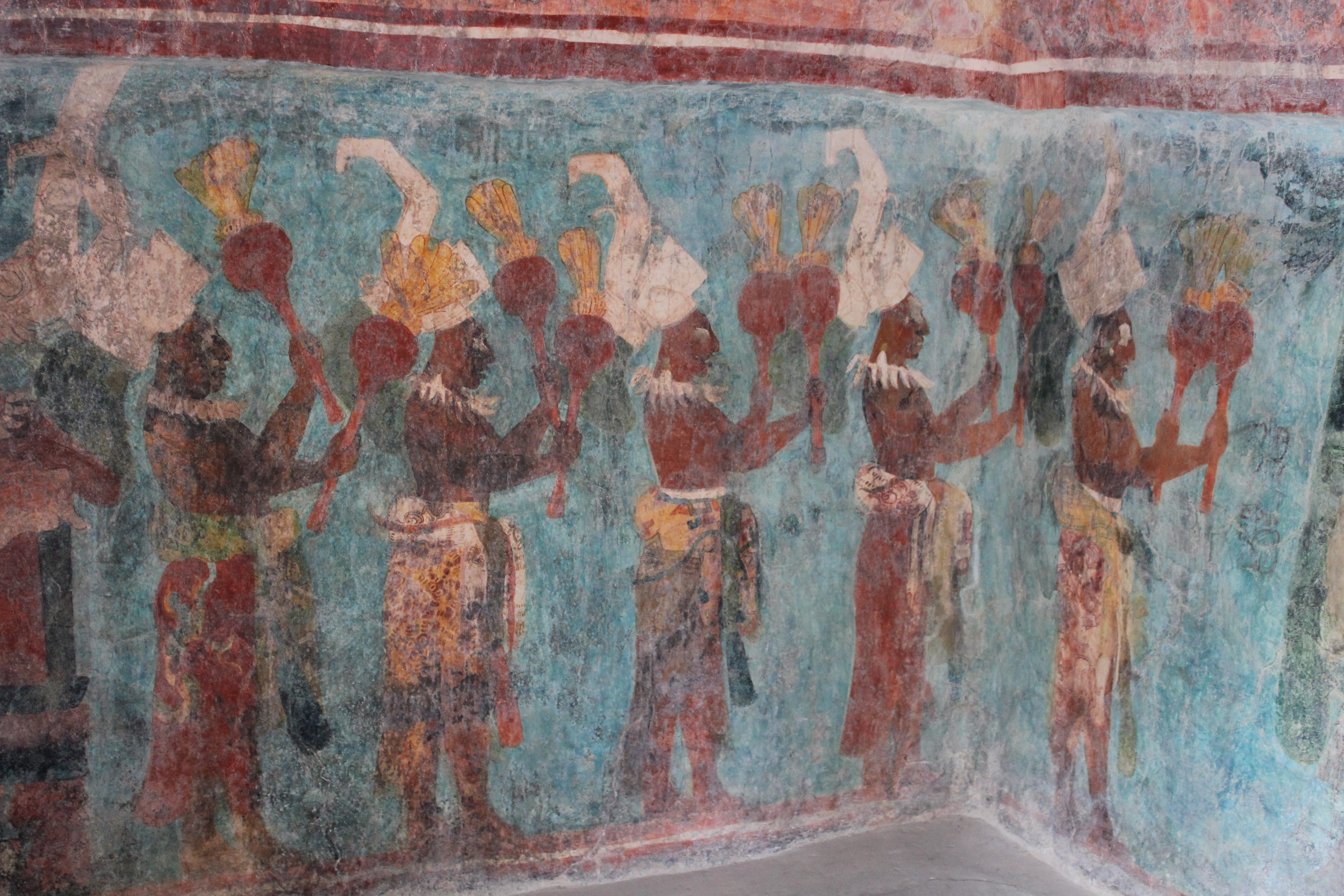
博南帕克壁畫，1號房間，東牆：音樂家

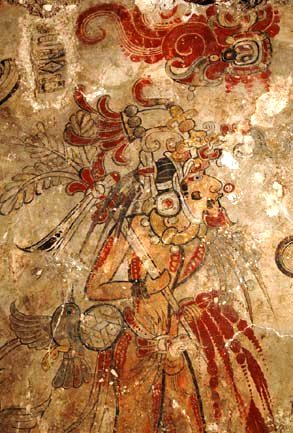
聖巴托洛壁畫：國王作為胡納赫普

儘管由於中美洲潮濕的氣候，相對較少的瑪雅繪畫完整保存至今，但在幾乎所有主要宮殿遺址中都發現了重要的殘留物。這在隱藏在後期建築增建下的子結構中尤其如此。壁畫可能展示或多或少重複的主題，例如帕倫克宮殿E號房屋牆壁上微妙變化的花朵符號；日常生活場景，如卡拉科爾中央廣場周圍的一座建築和奇隆切的一座宮殿中的場景；或涉及神祇的儀式場景，如尤卡坦和伯利茲東海岸（坦卡、圖盧姆、聖麗塔）的後古典時期寺廟壁畫。 後者的壁畫顯示了曾經廣泛傳播於中美洲的所謂「米斯特卡-普埃布拉風格」的強烈影響。
壁畫也可能表現出更多的敘事性，通常帶有象形文字說明。例如，色彩豐富的博南帕克壁畫，可追溯到公元790年，延伸至三個相鄰房間的牆壁和拱頂，展示了貴族、戰鬥和祭祀的壯觀場景，以及一群儀式扮演者在一隊音樂家中間。 在聖巴托洛，可追溯到公元前100年的壁畫與瑪雅玉米神和英雄雙胞胎胡納赫普的神話有關，並描繪了雙重登基；比古典時期早幾個世紀，風格已經完全發展，與博南帕克或卡拉科爾的色彩相比，色彩更加細膩和柔和。 在瑪雅地區之外，在東中部墨西哥卡卡斯特拉的一個區域，發現了以古典瑪雅風格為主、色彩鮮明的壁畫，例如延伸超過20米的野蠻戰鬥場景；兩個站在蛇上的瑪雅領主形象；以及一個由瑪雅商人神祇訪問的灌溉玉米和可可田。
牆壁繪畫也出現在拱頂石、墓穴（例如里奧阿蘇爾）和洞穴（例如納赫圖尼奇）中， 通常是在白色表面上用黑色繪製，有時還使用紅色顏料。尤卡坦的拱頂石通常展示作為農業豐收之神的閃電神祇的登基形象（例如埃克·巴拉姆）。
一種明亮的青綠色——「瑪雅藍」——由於其獨特的化學特性，經過幾個世紀仍然保存完好；這種顏色出現在博南帕克、卡卡斯特拉、哈伊納、埃爾塔欣，甚至在一些殖民時期的修道院中。瑪雅藍的使用一直持續到16世紀，當時這種技術最終失傳。

## 書法與書籍製作

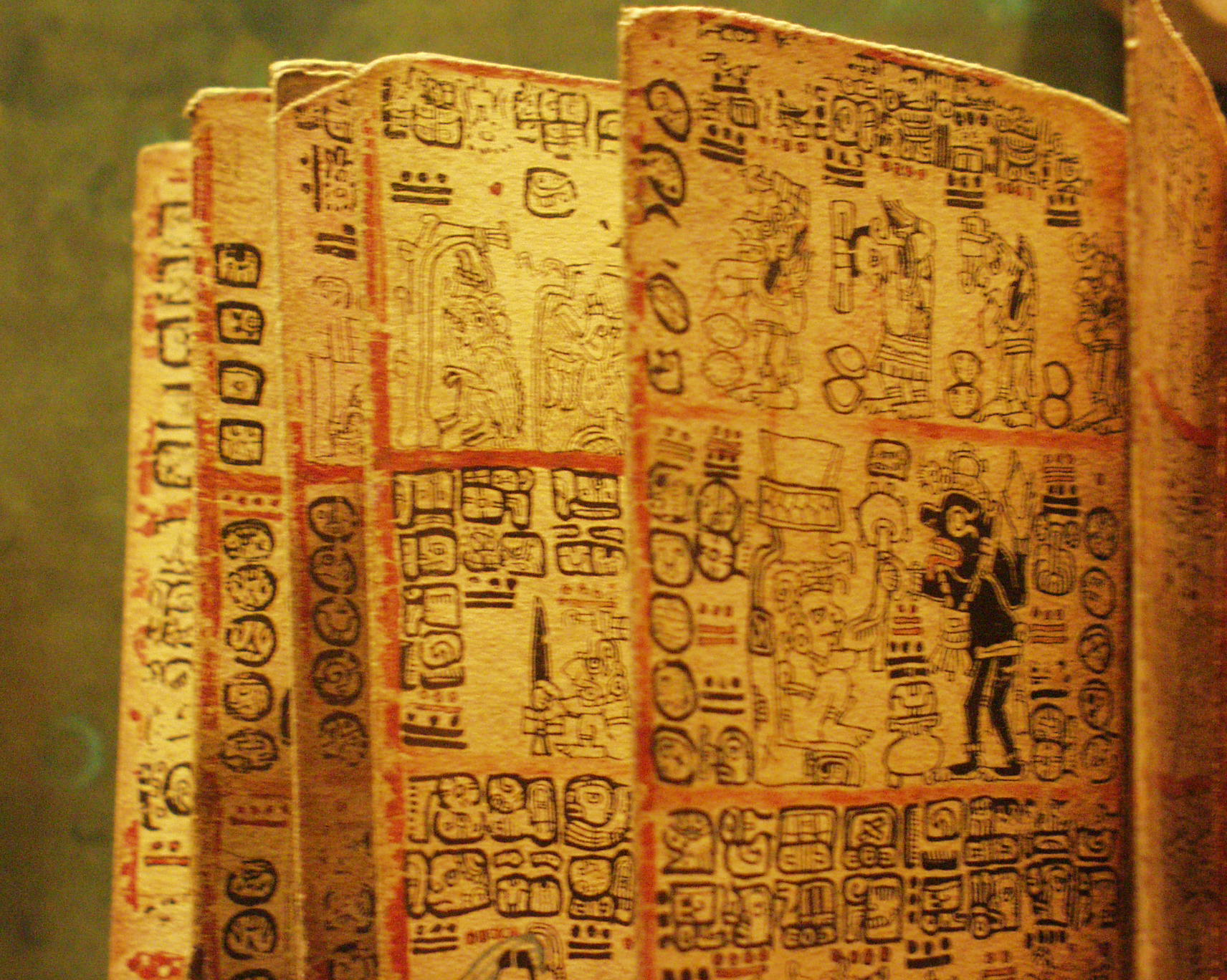
馬德里抄本

瑪雅文字系統由大約1000個不同的字符或象形文字組成，與許多古代文字系統一樣，是音節符號和表意文字的混合體。這種文字從公元前3世紀開始使用，直到16世紀西班牙征服後不久。截至2021年，相當一部分字符已經有了解讀，但它們的意義和作為文本的結構並不總是被理解。這些書籍是折疊的，由樹皮紙或皮革頁面組成，上面有一層黏土層用於書寫；它們受到豹皮封面和可能的木板的保護。 由於每個占卜者可能都需要一本書，因此當時一定存在大量的書籍。
今天，仍然存在三本瑪雅象形文字書籍，全部來自後古典時期：德累斯頓、巴黎和馬德里抄本。第四本書，格羅里爾，是瑪雅-托爾特克而非瑪雅風格，並且缺乏象形文字文本；它殘缺不全且繪製非常粗糙，顯示出許多異常，因此其真實性長期以來一直受到懷疑。 這些書籍主要是占卜和祭司性質的，包含曆書、占星表和儀式程序，巴黎抄本還包含卡頓預言。書籍非常注重文本和（部分彩色的）插圖之間的和諧平衡。
除了抄本字形外，還存在一種通常具有動態特徵的草書文字，出現在壁畫和陶瓷上，並在帕倫克的面板上以石頭模仿（例如「96字形碑」）。通常，書面說明被封閉在各種形狀的方形「框」內。壁畫也可能完全由文字組成（埃克·巴拉姆「96字形壁畫」，納赫圖尼奇洞穴），或者更罕見地包含占星計算（蘇爾頓）；有時，這些文字寫在白色灰泥表面上，並以特別的細緻和優雅執行，這些文字就像放大的書頁。
象形文字無處不在，寫在每一個可用的表面上，包括人體。字形本身非常詳細，特別是表意文字具有欺騙性的現實感。事實上，從藝術史的角度來看，它們也應被視為藝術主題，反之亦然。 科潘和基里瓜的雕塑家因此自由地將象形文字元素和曆法符號轉換為生動、戲劇性的微型場景（「全圖字形」）。

## 陶藝

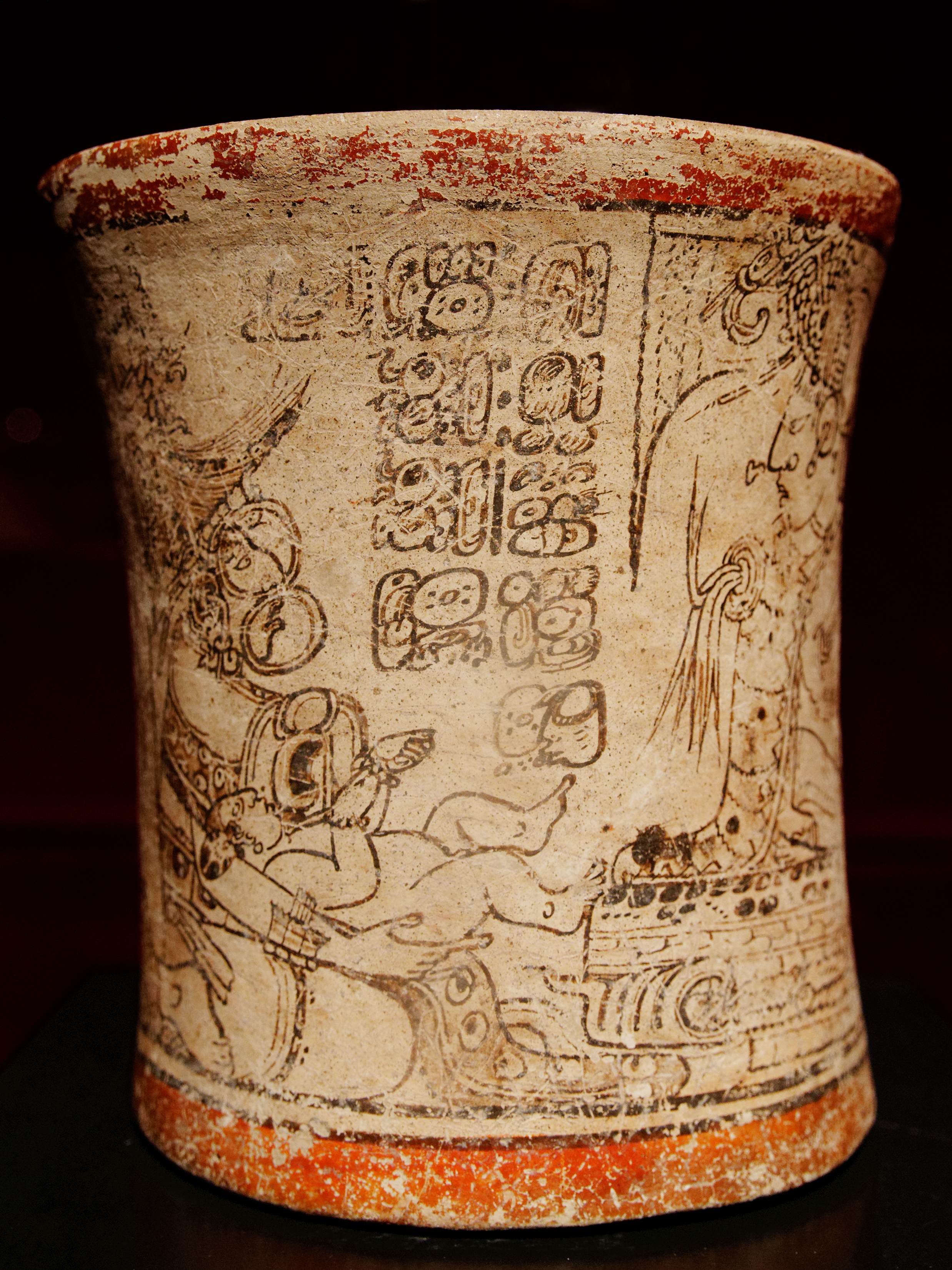
抄本風格圓柱形容器，向國王獻上帶有豹耳的嬰兒

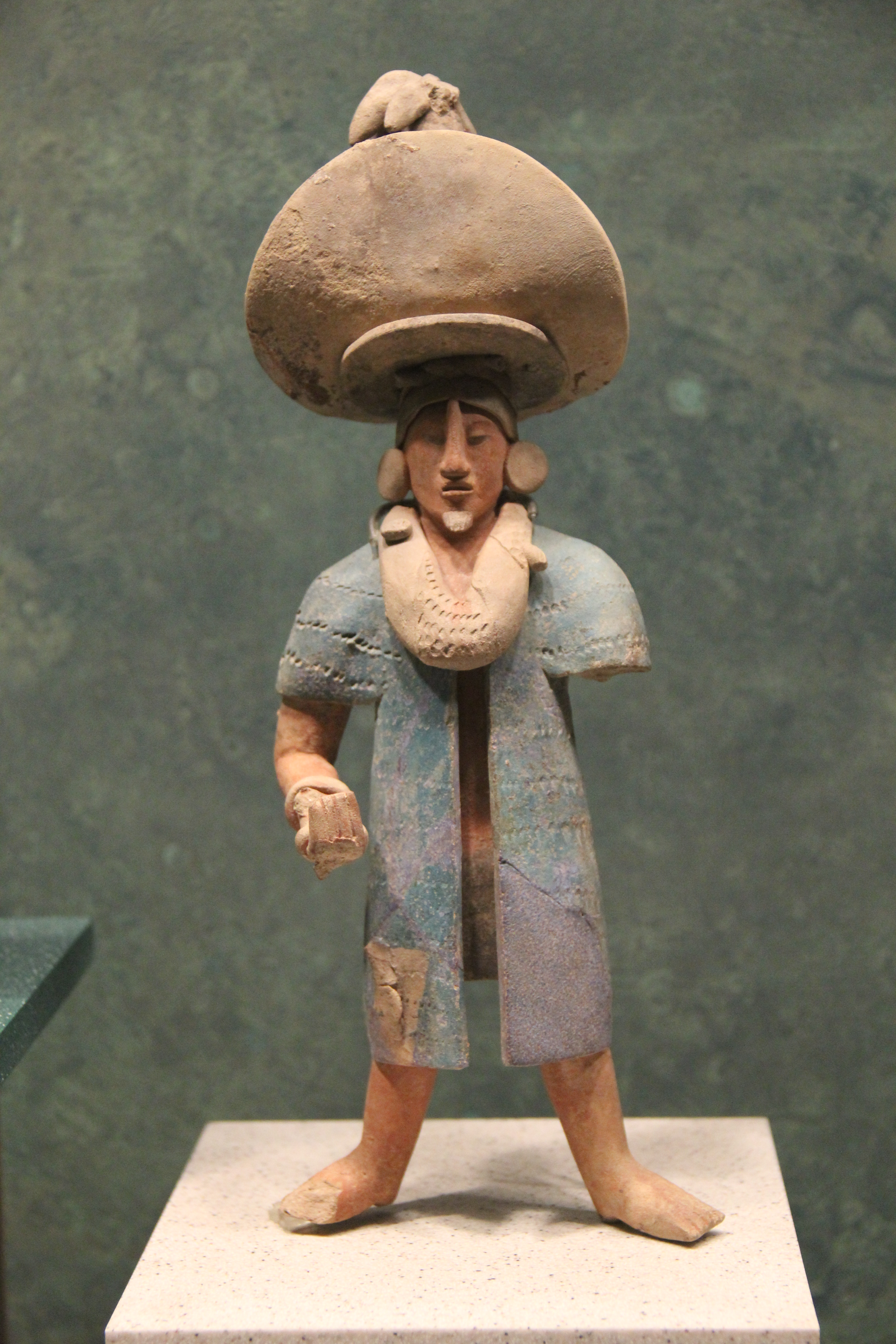
哈伊納，貴族

與考古遺址中大量發現的實用陶瓷不同，大多數裝飾陶器（圓柱形容器、帶蓋盤子、三足盤、花瓶、碗）曾經是瑪雅貴族之間的「社交貨幣」，並且作為傳家寶保存，也伴隨著貴族進入他們的墳墓。 貴族傳統的贈禮筵席 和出訪儀式，以及這些交流中不可避免的互相模仿，在很大程度上解釋了古典時期藝術水平的高度。
裝飾陶器是在沒有陶輪的情況下製作的，精緻地彩繪、雕刻成浮雕、刻劃，或者——主要在古典早期時期——使用特奧蒂瓦坎的濕壁畫技術將顏料塗在濕粘土表面上。這些珍貴的物品在分佈於瑪雅王國的眾多作坊中製造，其中一些最著名的作坊與'查馬風格'、'霍爾穆爾風格'、所謂的'伊克風格' 以及雕刻陶器的「喬喬拉風格」相關。
花瓶裝飾展示了極大的多樣性，包括宮殿場景、宮廷儀式、神話、占卜字形，甚至來自編年史的王朝文本，並在重建古典瑪雅生活和信仰方面發揮了重要作用。陶瓷場景和文字以黑色和紅色繪製在白色背景上，相當於丟失的折疊書頁，被稱為「抄本風格」（例如所謂的普林斯頓花瓶）。與現存的三本象形文字書籍的重疊（至少到目前為止）相對較小。
雕塑陶瓷藝術包括古典早期碗的蓋子，上面裝有人物或動物形象；其中一些碗經過拋光黑色處理，是瑪雅藝術中最傑出的作品之一。
陶瓷雕塑還包括香爐和骨灰甕。最著名的是來自帕倫克王國的古典時期香爐，它們裝飾華麗，附有神祇或國王的模型臉部，連接到一個細長的中空管上。最常描繪的神祇是地球火的豹神，與經常裝飾來自危地馬拉基切省的大型古典骨灰甕的豹神同源。 與瑪雅潘特別相關的後古典時期模具製作的雕像香爐代表站立的神祇（或祭司的神祇扮演者），通常攜帶供品。
最後，小雕像，通常是模具製作的， 具有驚人的生動性和現實感，構成了一個次要但信息豐富的類型。除了神祇、動物人物、統治者和侏儒外，它們還展示了許多其他角色以及來自日常生活的場景。 其中一些小雕像是奧卡里納，可能用於儀式。最令人印象深刻的例子來自哈伊納島。

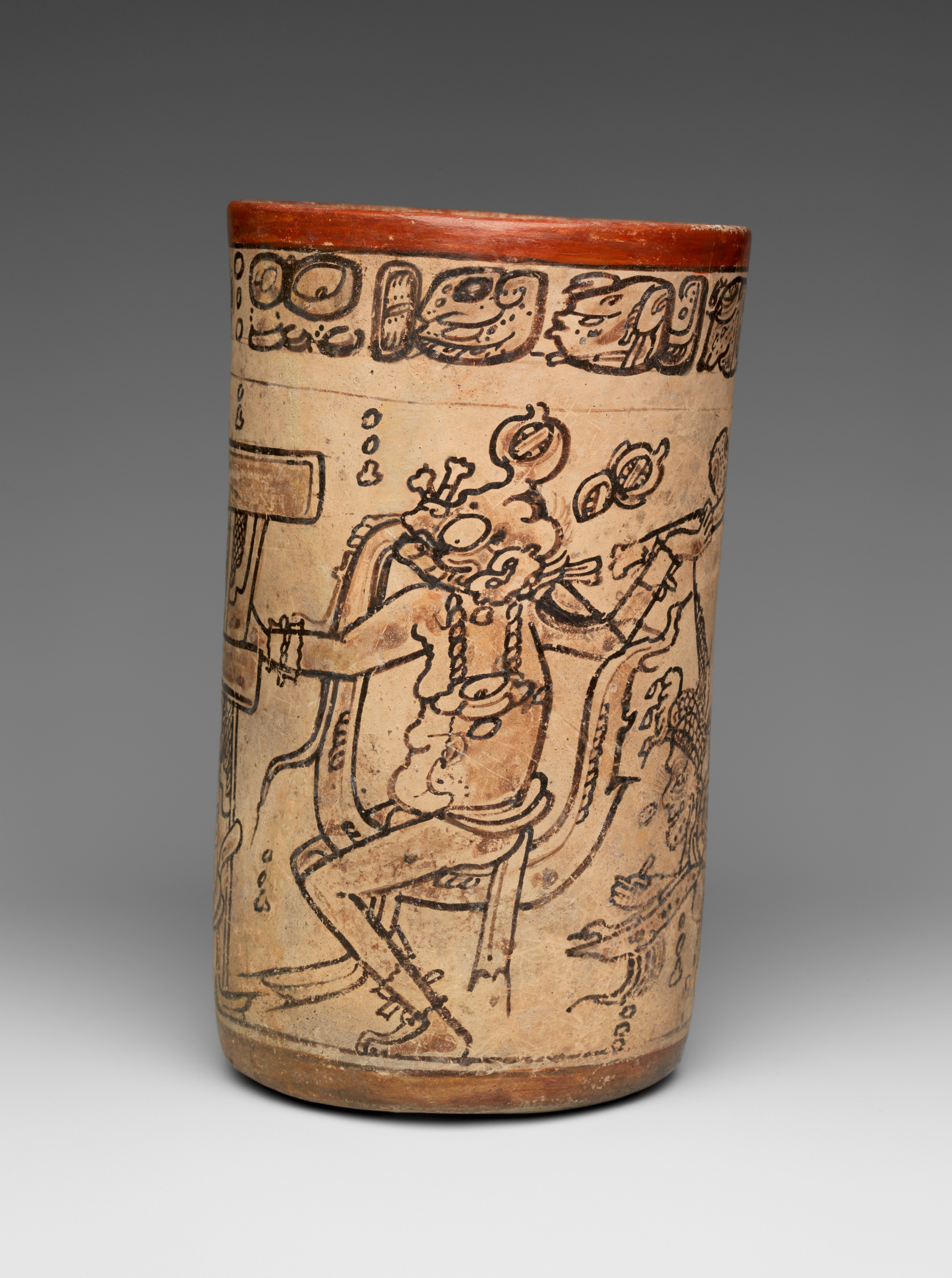
抄本風格花瓶，帶有神話場景，7–8世紀（大都會藝術博物館）
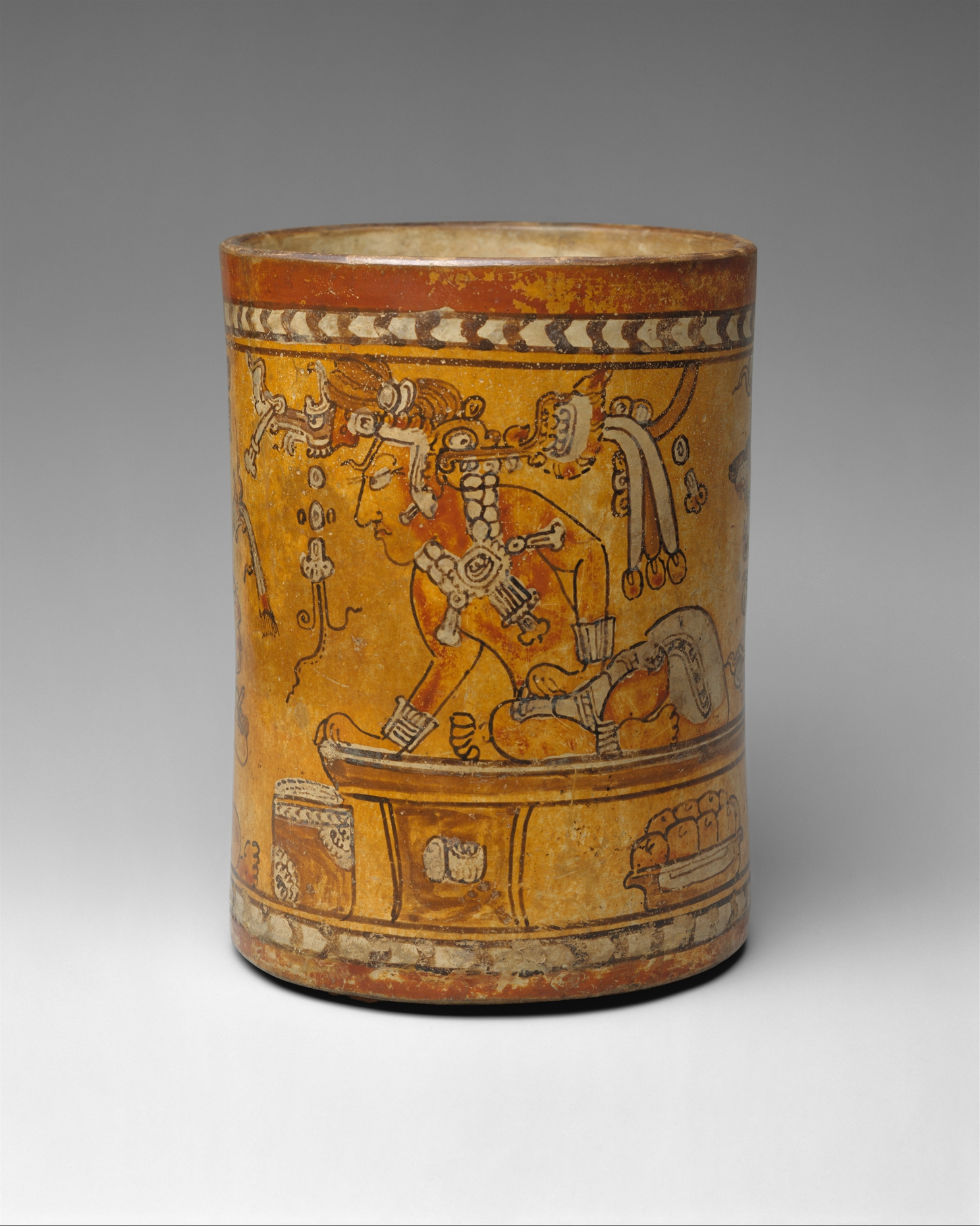
帶有王座場景的花瓶，查馬風格，7世紀末–8世紀（大都會藝術博物館）
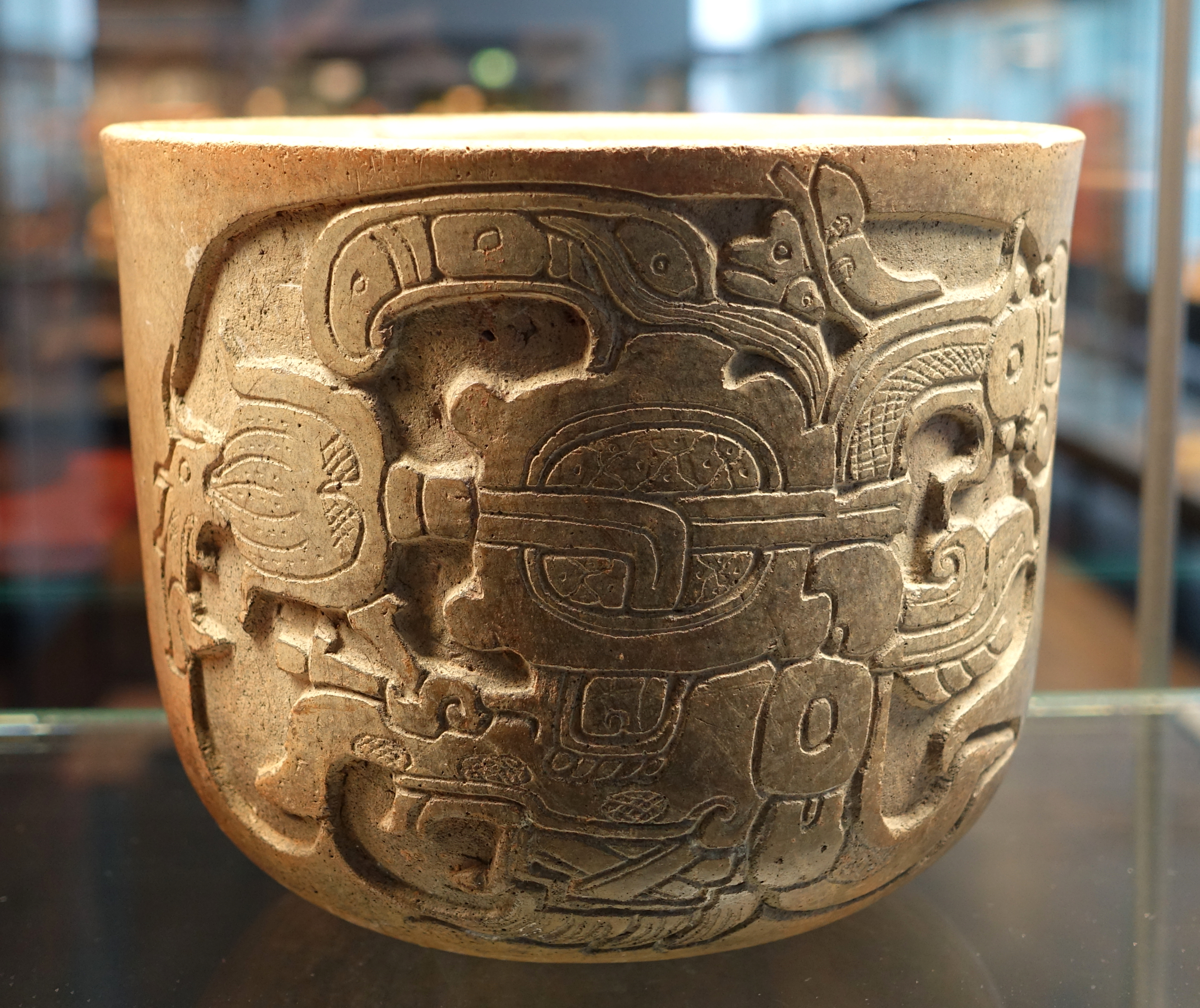
浮雕花瓶，帶有水蛇頭部，喬喬拉風格，尤卡坦，古典晚期（柏林民族學博物館）
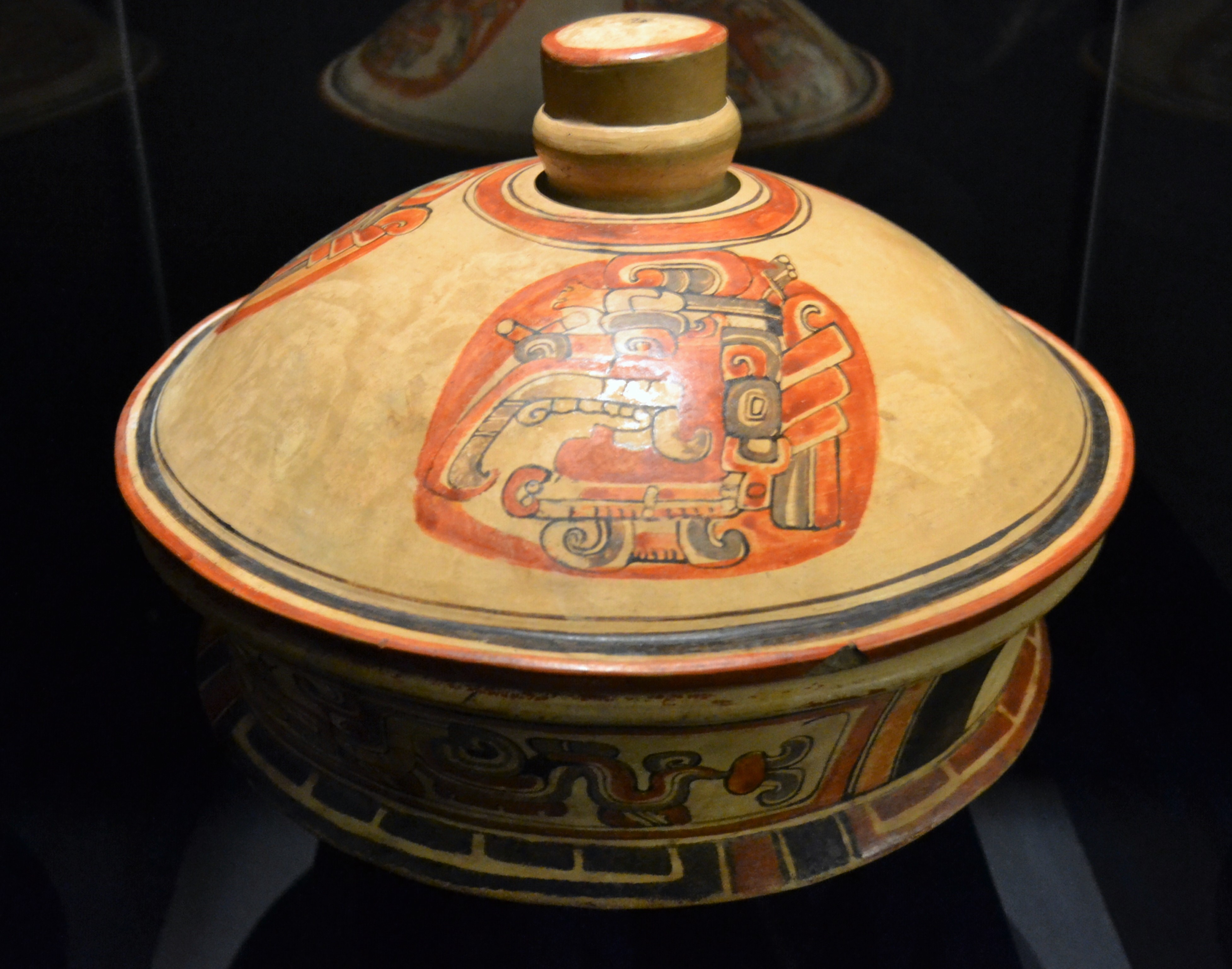
帶蓋底緣碗，佩魯，危地馬拉，古典早期（危地馬拉國家考古與民族學博物館）
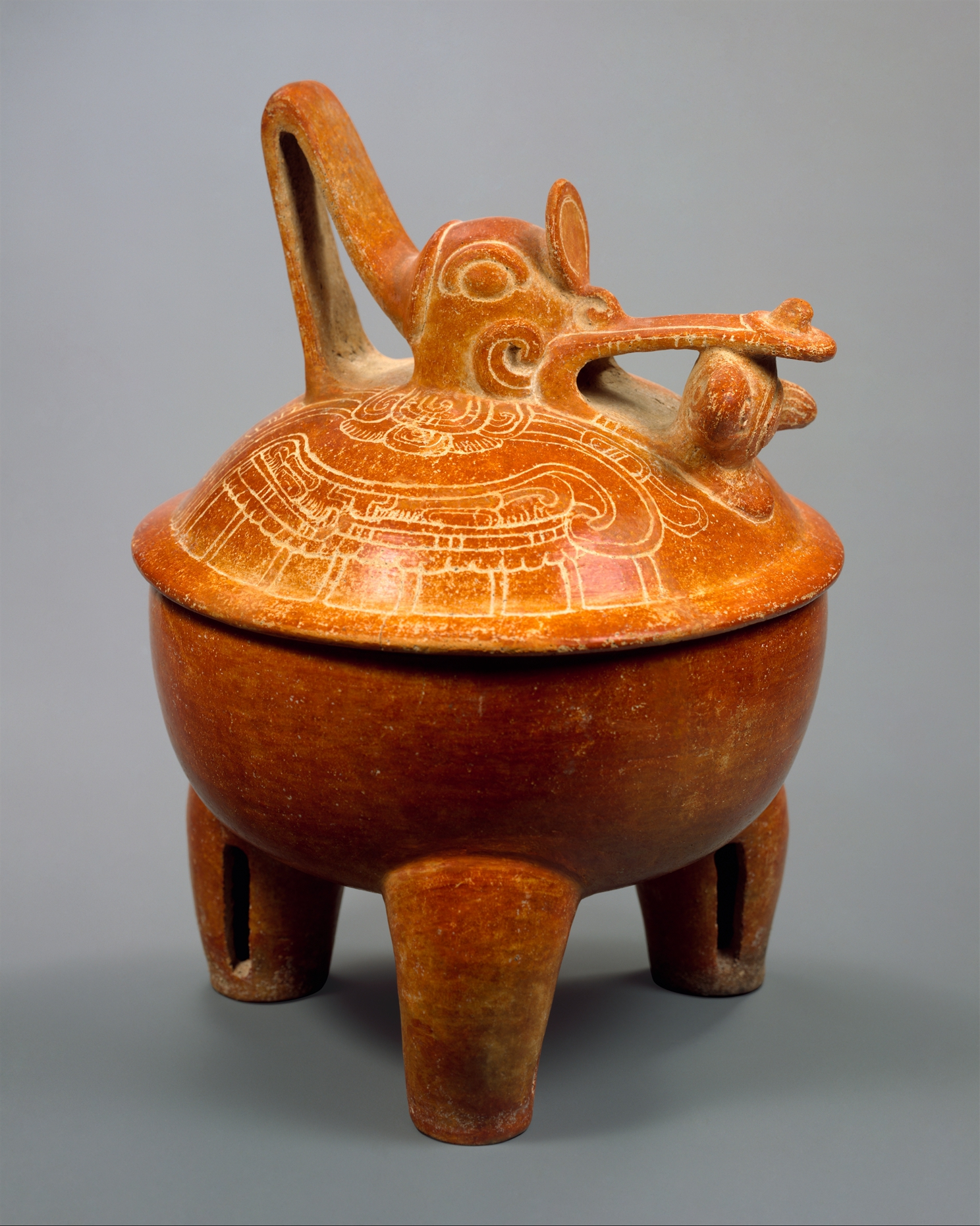
帶有蒼鷺蓋的三足碗，古典早期（大都會藝術博物館）
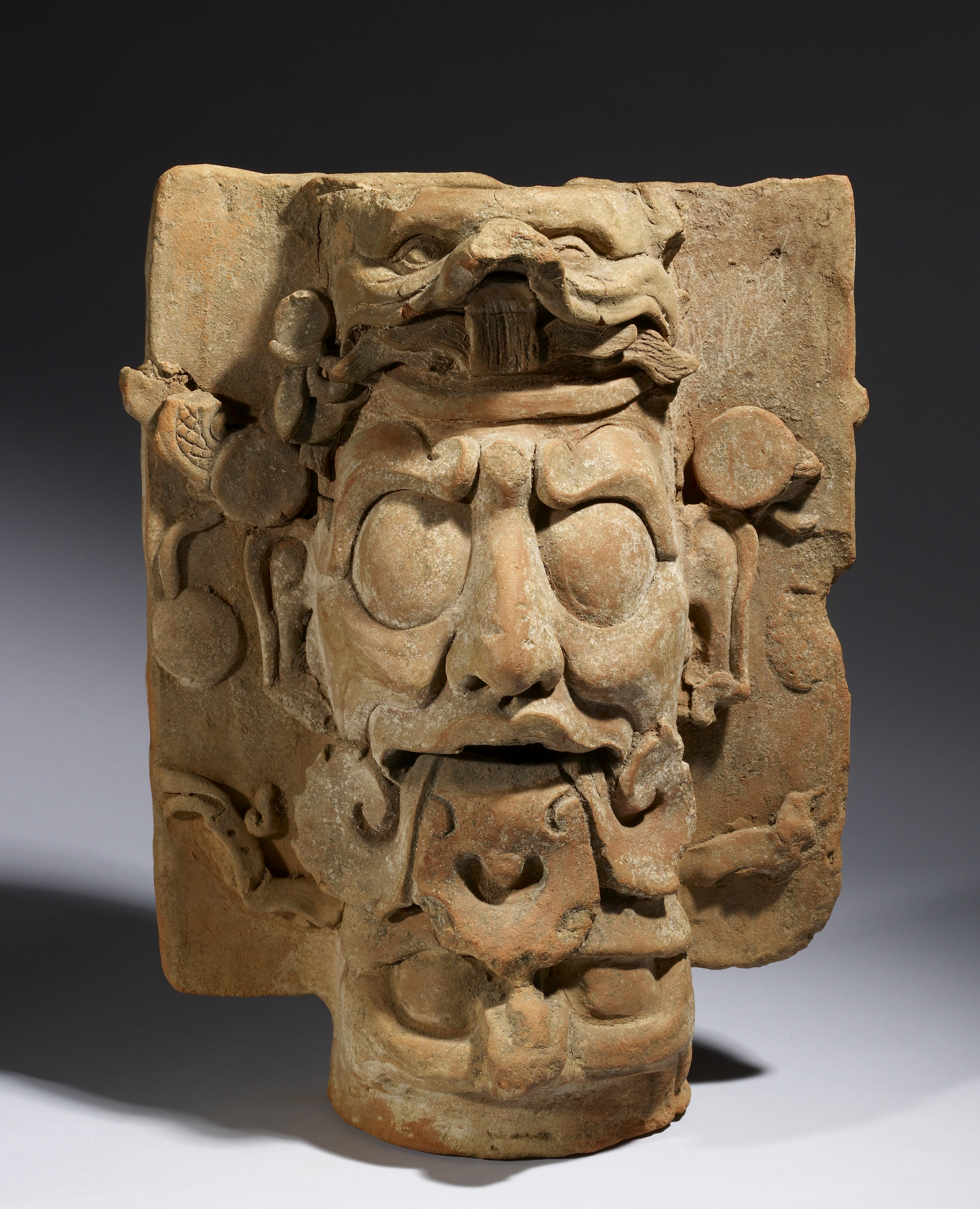
香爐下部，帕倫克風格，古典晚期（沃爾特斯藝術博物館）
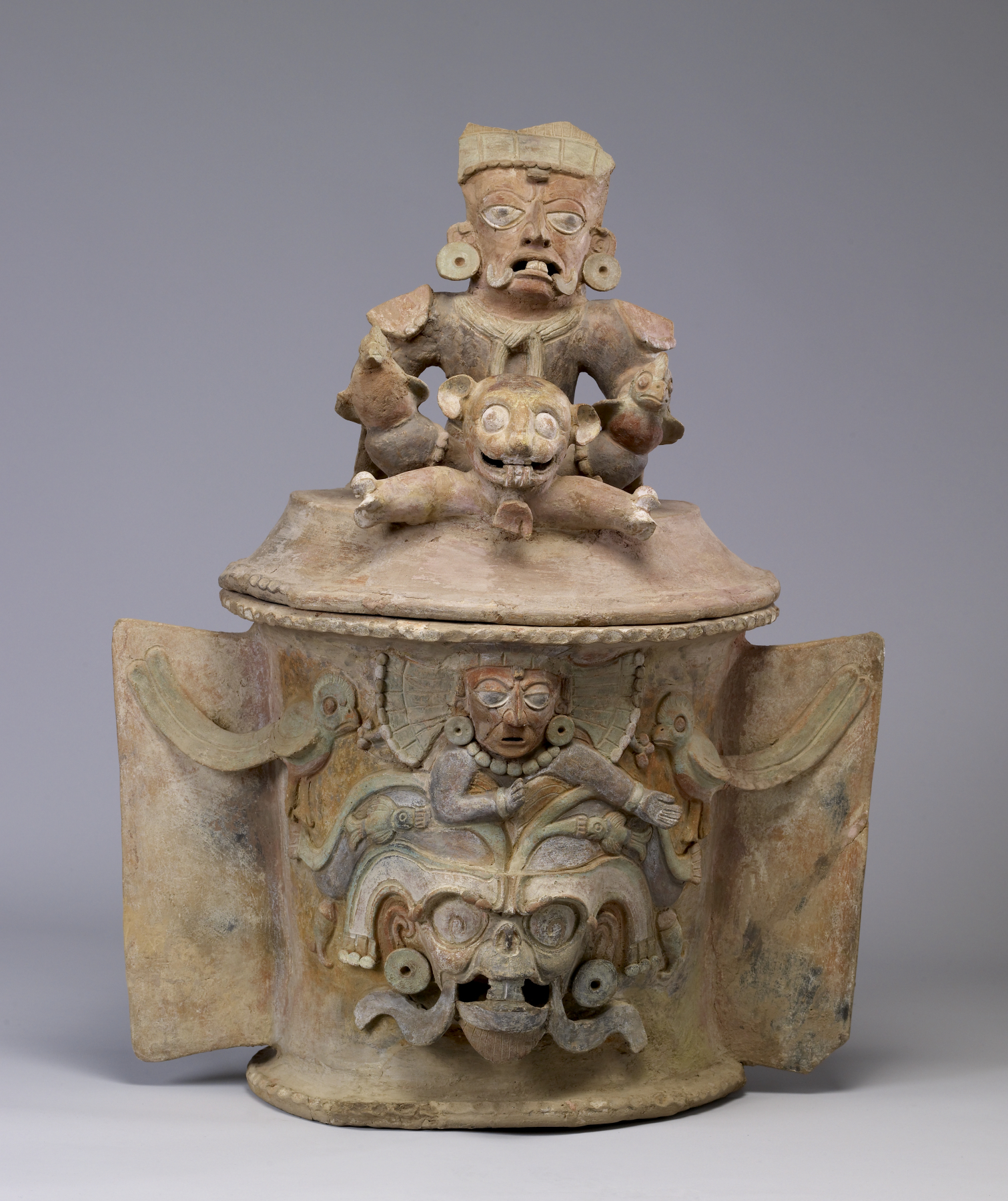
帶有豹神蓋的骨灰甕，古典晚期（沃爾特斯藝術博物館）
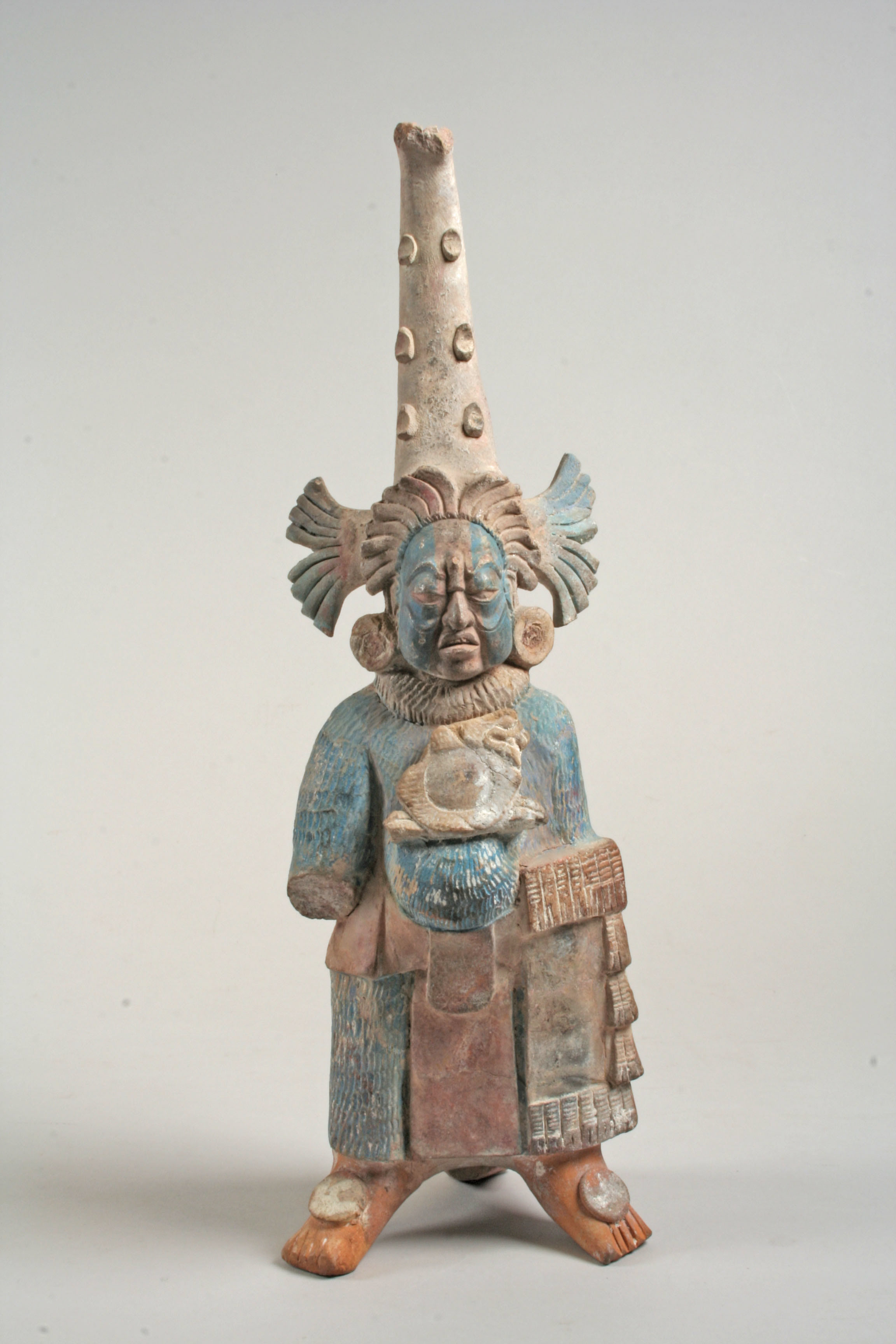
裝扮人物，7–8世紀（大都會藝術博物館）
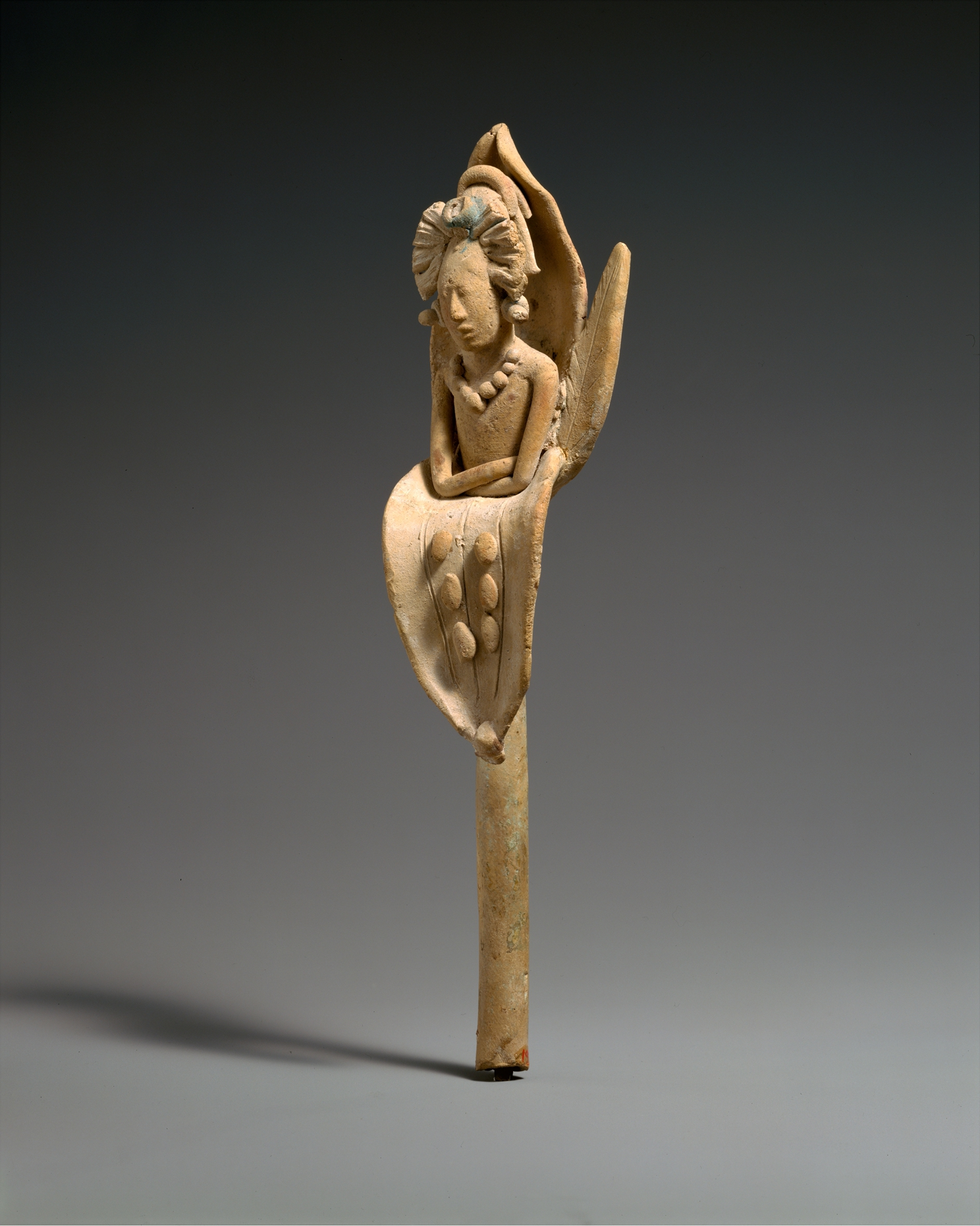
年輕貴族作為花朵，哈伊納風格，8世紀（大都會藝術博物館）

## 玉石

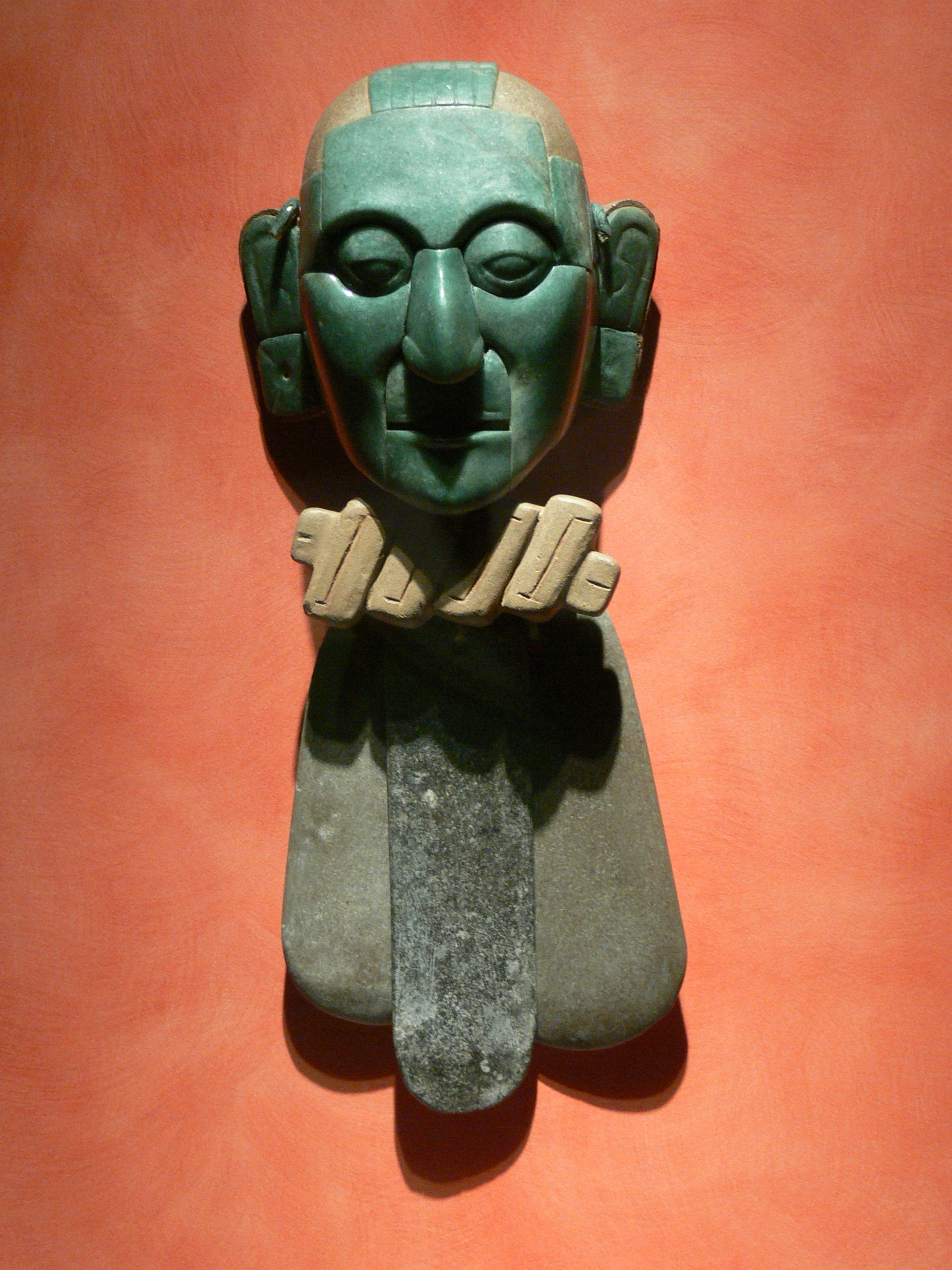
帶有斧形吊墜的大理石腰帶組件，來自帕倫克國王帕卡爾的陵墓

瑪雅人使用玉石（翡翠）製作了許多物品，特別是各種（皇家）服飾元素，如腰帶飾板、斧形飾物、耳飾、吊墜以及面具。斧鉞形飾物有時會刻有類似石碑的國王形象（例如古典早期的'萊頓飾板'）。最著名的面具例子可能是帕倫克國王帕卡爾的死亡面具，上面覆蓋著不規則形狀的玉石飾板，眼睛由珍珠母和黑曜石製成；另一個死亡面具屬於帕倫克的一位皇后，由孔雀石飾板組成。同樣，來自蒂卡爾的某些圓柱形花瓶外層覆蓋著方形的玉石圓盤。許多石雕都鑲嵌有玉石。
其他雕刻和刻劃的材料包括燧石、貝殼和骨頭，這些物品通常出現在祭祀坑和墓葬中。所謂的「偏心燧石」是用途不明的儀式物品，最精緻的形式呈細長形狀，通常在一側或兩側延伸出各種頭部，有時是閃電神的頭部，但更多時候是擬人化的閃電，可能代表剃髮玉米神。 貝殼被加工成圓盤和其他裝飾元素，展示人類（可能是祖先）頭部和神祇；海螺號角也以類似的方式裝飾。 人類和動物的骨頭則刻有符號和場景。來自8世紀蒂卡爾神廟I下皇家墓葬的一組小型且經過修飾的管狀骨頭，包含了一些瑪雅最精細的刻工，其中包括幾個剃髮玉米神在獨木舟中的場景。

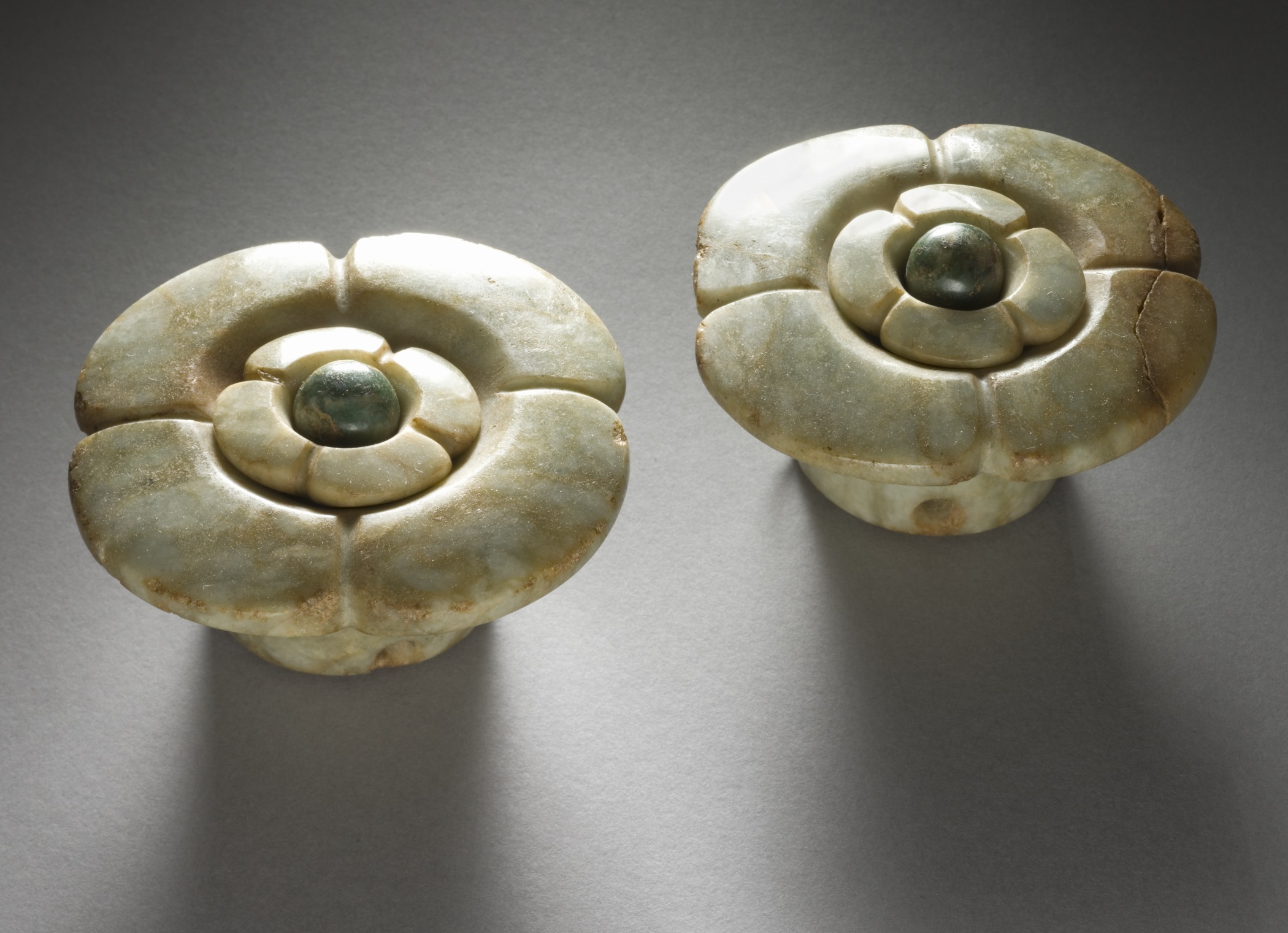
花形翡翠耳飾，古典晚期（洛杉磯郡藝術博物館）
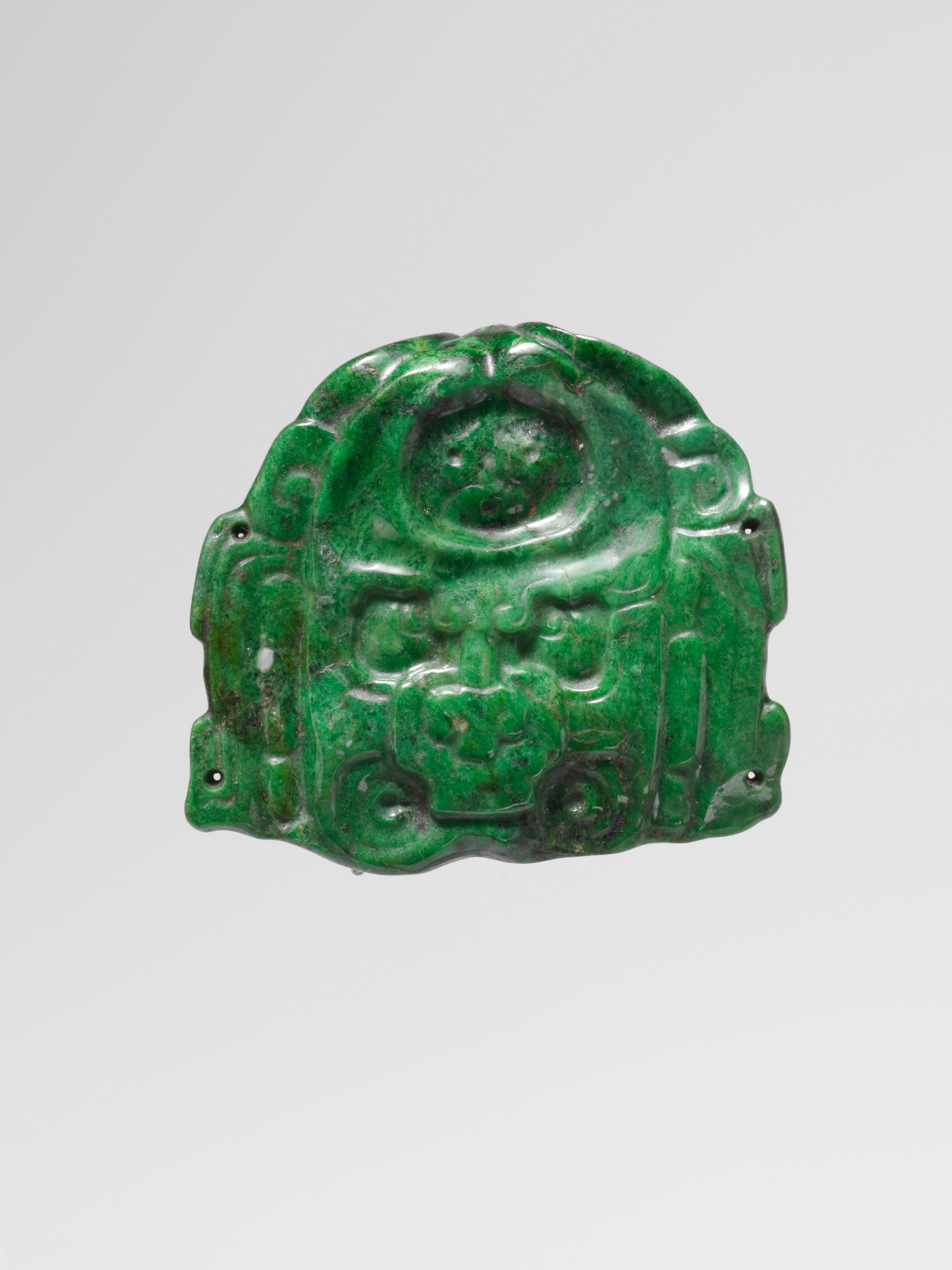
翡翠神祇臉部吊墜，7–8世紀（大都會藝術博物館）
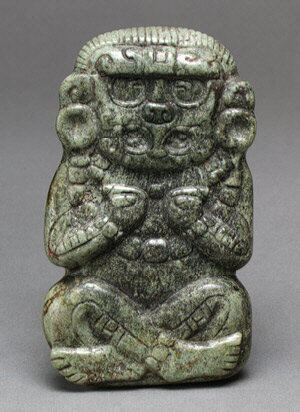
翡翠雨神，手臂呈皇家姿勢，古典早期（大都會藝術博物館）
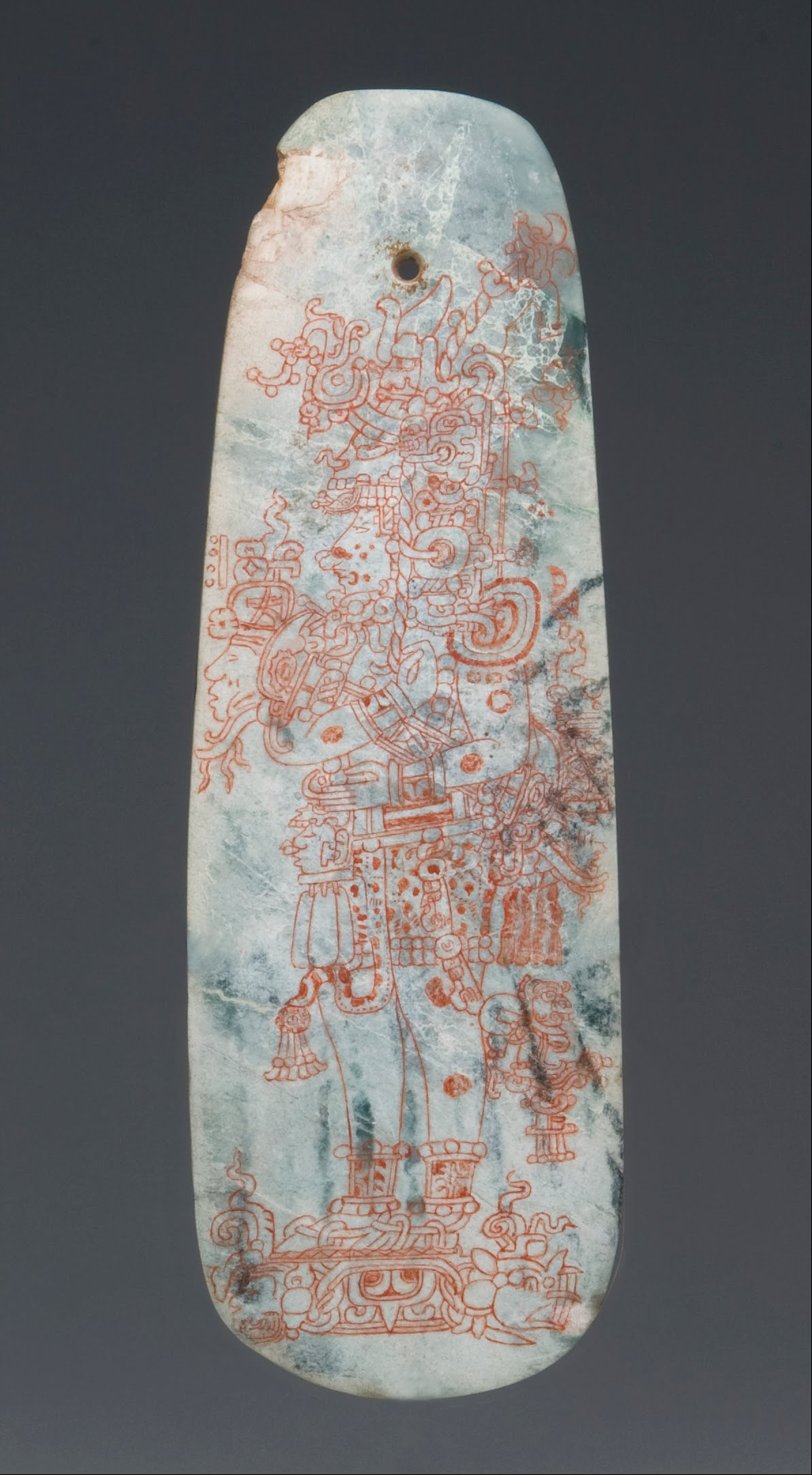
帶有統治者形象的翡翠腰帶飾板，古典早期（金貝爾藝術博物館）
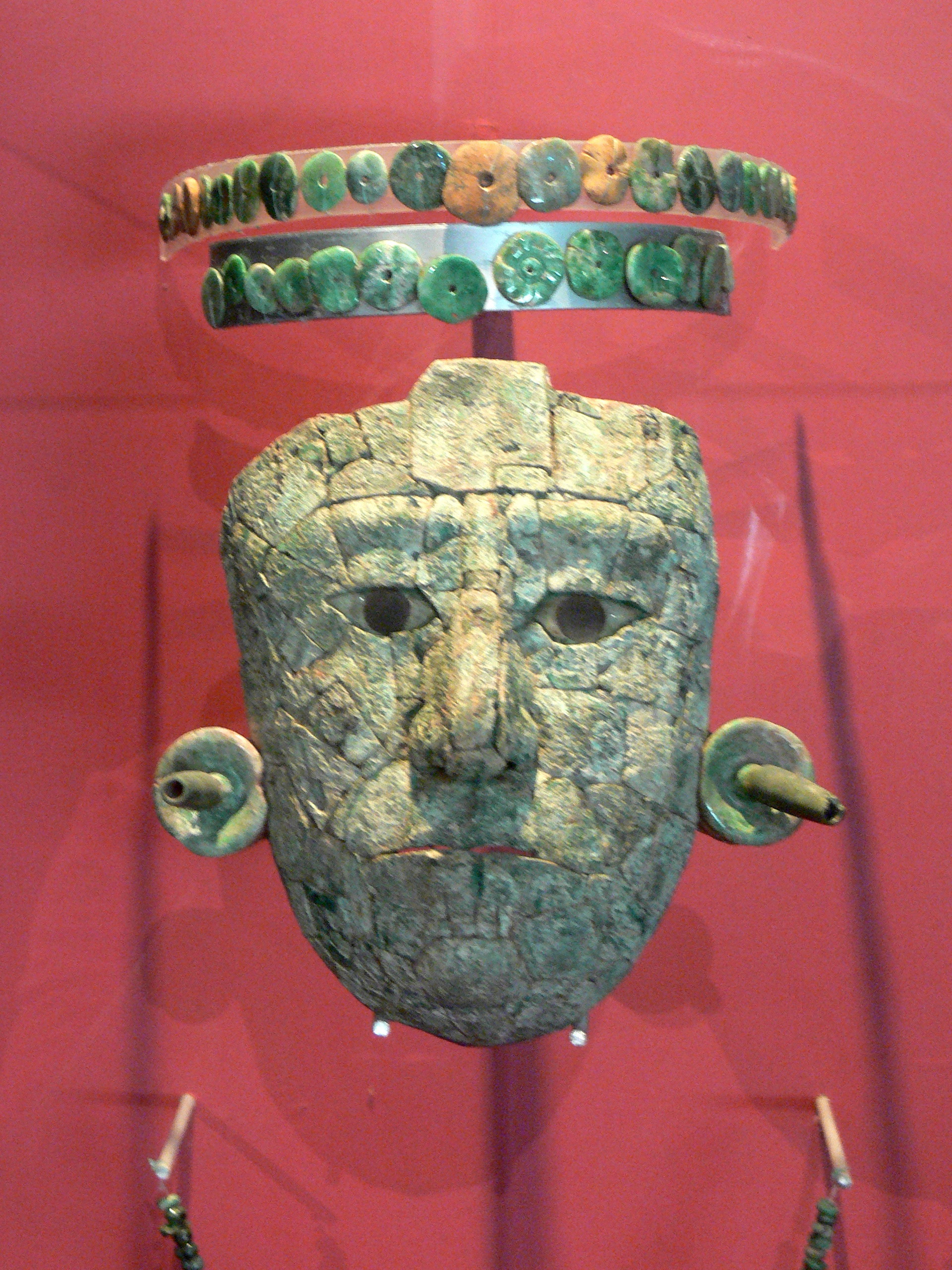
帕倫克皇后的喪葬面具，覆蓋著孔雀石飾板，7世紀（遺址博物館）

## 服飾
古典時期的紡織品由棉製成，未能保存至今，但瑪雅藝術提供了關於其外觀的詳細信息，並在一定程度上揭示了其階級禮制功能。 這些紡織品包括用於包裹、窗簾和宮殿裝飾的精緻布料，以及服裝。染色技術可能包括絞纈。常服取決於社會地位。貴族婦女通常穿著長裙，貴族男子則穿著腰帶和腰布，腿部與上半身或多或少裸露，除非穿著夾克或披風。男女都可以佩戴頭巾。在禮儀場合和眾多節日中穿著的服裝極具表現力和華麗；動物頭飾很常見。最精緻的服裝是國王的正式服裝，如皇家石碑上所描繪的，具有許多象徵元素。
織物僅從雕塑和陶瓷藝術中的零星描繪中得知， 但曾經一定無處不在；著名的pop（席子）圖案證明了其重要性。
身體裝飾通常包括臉部和身體上的臨時彩繪和永久性裝飾，標誌著地位和年齡的差異。後者包括頭骨的人工塑形、牙齒的修整和鑲嵌，以及臉部的紋身。

## 博物館收藏

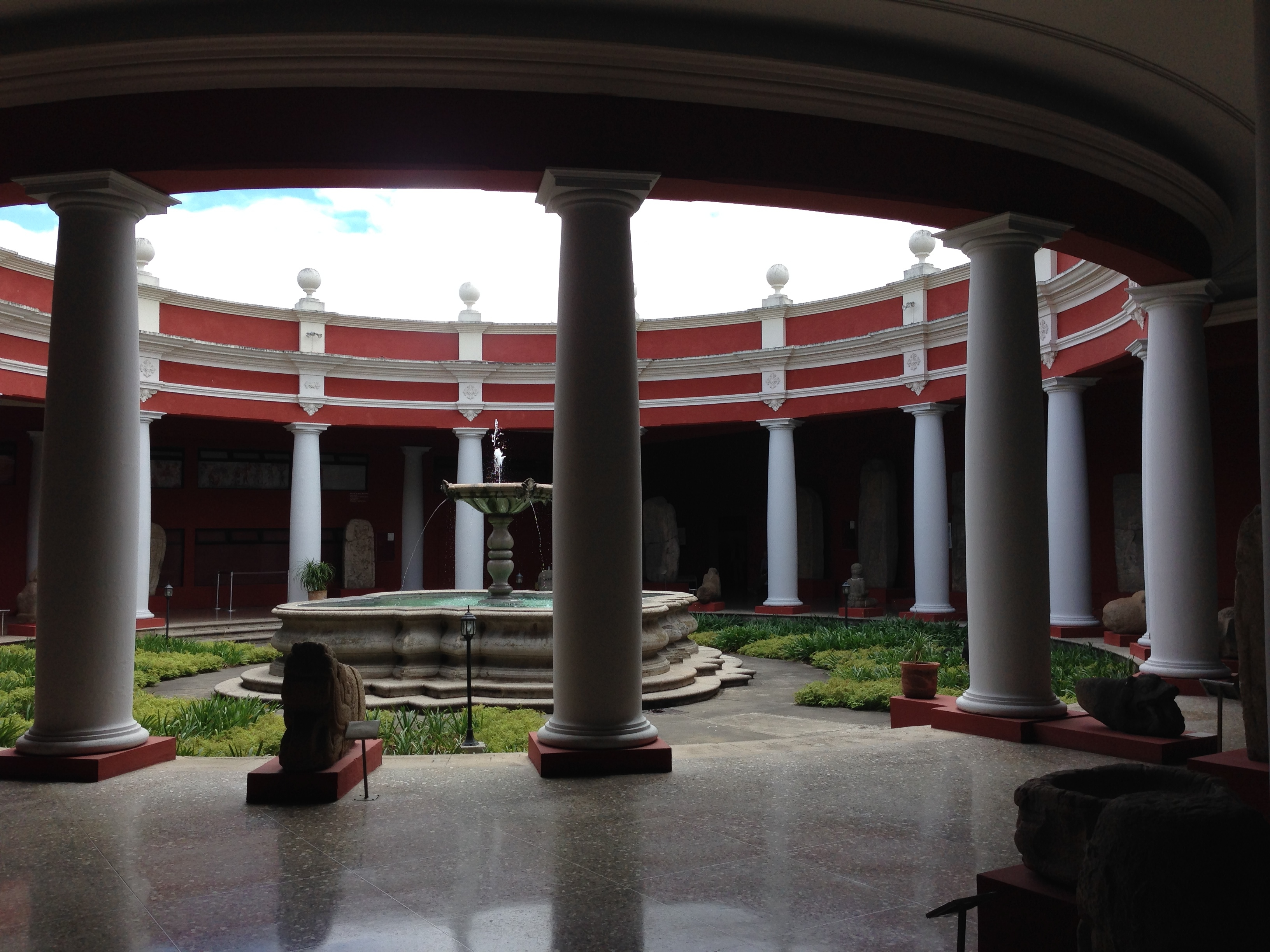
危地馬拉國家考古與民族學博物館，位於危地馬拉城

世界各地有許多博物館收藏了瑪雅文物。中美洲研究促進基金會在其瑪雅博物館數據庫中列出了超過250家博物館， 而歐洲瑪雅學家協會僅在歐洲就列出了近50家博物館。
在墨西哥城，墨西哥國家人類學博物館收藏了特別大量的瑪雅文物。 墨西哥的一些地區博物館也擁有重要的收藏，包括普埃布拉的阿姆帕羅博物館，其收藏了來自恰帕斯的著名王座背板；位於坎佩切的羅曼·皮尼亞·錢石碑博物館； 位於梅里達的尤卡坦地區博物館「坎頓宮」和「瑪雅世界大博物館」；以及位於比亞埃爾莫薩的卡洛斯·佩利塞爾·卡馬拉地區人類學博物館。
在危地馬拉，最重要的博物館收藏是位於危地馬拉城的波波爾·烏博物館和危地馬拉國家考古與民族學博物館。 瑪雅之路基金會定期從其收藏的藝術品中組織展覽，其中部分文物曾由科班的私人博物館「瑪雅王子」收藏。在伯利茲，瑪雅文物可以在伯利茲博物館和布利斯研究所找到；在洪都拉斯，則可以在科潘雕塑博物館和特古西加爾帕的國家藝術畫廊找到。
在美國，幾乎每個主要的藝術博物館都收藏有瑪雅文物，通常包括石碑。東海岸較重要的收藏包括紐約的大都會藝術博物館；波士頓美術博物館；普林斯頓大學藝術博物館；位於馬薩諸塞州劍橋的皮博迪考古與民族學博物館；敦巴頓橡樹園收藏； 以及賓夕法尼亞大學考古與人類學博物館，其收藏了著名的皮德拉斯·內格拉斯14號石碑。在西海岸，舊金山的笛洋美術館和擁有大量瑪雅彩繪陶瓷收藏的洛杉磯郡藝術博物館（LACMA）也很重要。其他著名的收藏包括俄亥俄州的克利夫蘭藝術博物館和芝加哥藝術學院。
在歐洲，倫敦的大英博物館展出了一系列著名的亞斯奇蘭門楣，而瑞士巴塞爾的文化博物館則收藏了來自蒂卡爾的幾件木質門楣。柏林的民族學博物館收藏了廣泛的瑪雅文物，包括一個刻有古典早期花瓶，展示了一位國王躺在靈柩中等待死後轉變的場景。馬德里的美洲博物館收藏了馬德里抄本以及大量來自帕倫克的文物。 其他著名的歐洲博物館包括巴黎的布朗利河岸博物館；布魯塞爾的皇家藝術與歷史博物館；荷蘭萊頓的國家民族學博物館，這裡是萊頓飾板的第二故鄉； 以及瑞士蘇黎世的里特貝格博物館。

## 表演藝術
- 瑪雅舞蹈
- 瑪雅戲劇舞蹈
- 瑪雅音樂

## 外部連結
- 瑪雅藝術，美國印第安人國家博物館 的存檔，存档日期2016-08-15.
- Azulmaya:瑪雅藍顏料 （页面存档备份，存于）
- '真實的瑪雅'
- Kerr 瑪雅花瓶數據庫與前哥倫比亞作品集 （页面存档备份，存于）
- UNAM: 古代前西班牙壁畫 （页面存档备份，存于）